# Barack Obama
Barack Hussein Obama II ([bəˈrɑːk huːˈseɪn oʊˈbɑːmə]ⓘ en inglés estadounidense; Honolulu, 4 de agosto de 1961) es un político y abogado estadounidense. Miembro del Partido Demócrata, ejerció como el 44.º presidente de los Estados Unidos desde el 20 de enero de 2009 hasta el 20 de enero de 2017. Fue senador por el estado de Illinois desde el 3 de enero de 2005 hasta su renuncia el 16 de noviembre de 2008. Además, es el quinto legislador afrodescendiente en el Senado de los Estados Unidos, tercero desde la era de reconstrucción. También fue el primer candidato afroestadounidense nominado a la presidencia por el Partido Demócrata y el primero en ejercer el cargo presidencial.
Se graduó en la Universidad de Columbia y en la prestigiosa escuela de Derecho Harvard Law School, donde fue presidente de la revista Harvard Law Review. Posteriormente, trabajó como organizador comunitario y ejerció su carrera como abogado en derechos civiles, antes de ser elegido senador del estado de Illinois, desempeñando esa función desde 1997 a 2004. Fue profesor de derecho constitucional en la facultad de Derecho de la Universidad de Chicago desde 1992 hasta 2004. En el año 2000, perdió la contienda electoral por un puesto en la Cámara de Representantes de los Estados Unidos, y tras su fracaso anterior, en enero de 2003 anunció su candidatura al Senado estadounidense. En marzo de 2004, venció en las elecciones primarias del partido demócrata, y en julio del mismo año pronunció el discurso de apertura de la Convención Nacional Demócrata, lo que impulsó su candidatura. Finalmente resultó elegido miembro del Senado en noviembre de 2004, con un 70 % de los votos a favor.
Como representante de la minoría demócrata en el 109.º Congreso, impulsó junto con otros senadores la ley para el control de armas convencionales y para promover una mayor rendición pública de cuentas en el uso de fondos federales. Realizó viajes oficiales a Europa Oriental, Oriente Medio y África. En el 110.º Congreso promovió la legislación relacionada con los grupos de presión y con el fraude electoral, el calentamiento global, el terrorismo nuclear y la atención del personal militar que regrese a Estados Unidos desde las misiones militares en Irak y Afganistán. Desde el anuncio de su campaña presidencial en febrero de 2007, Obama hizo hincapié en poner fin a la guerra de Irak, el aumento de la independencia energética y la prestación de asistencia sanitaria universal como las grandes prioridades nacionales.
El 10 de febrero de 2007, anunció su candidatura a la presidencia de los Estados Unidos y el 3 de junio de 2008 se convirtió en el candidato del Partido Demócrata. En las elecciones presidenciales del 4 de noviembre de 2008, se convirtió en presidente electo después de vencer al candidato presidencial republicano John McCain, tomando posesión de sus funciones como 44.º presidente el 20 de enero de 2009. El 9 de octubre de dicho año le fue concedido el Premio Nobel de la Paz por sus esfuerzos diplomáticos en pro del desarme nuclear, la consecución de un proceso de paz en Oriente Medio y el fomento de la lucha contra el cambio climático.
Como presidente, durante su mandato impulsó políticas económicas como la Ley de Reinversión y Recuperación de 2009 o la Ley de Creación de Empleo y Reautorización del Seguro de Desempleo de 2010. Otras iniciativas políticas domésticas han incluido las leyes de Protección al Paciente (Obama care)y Cuidado de Salud Asequible o la Ley Dodd-Frank de reforma financiera y de protección de los consumidores, o la revocación de la política Don't ask, don't tell sobre homosexualidad en el Ejército, todas de 2010, así como la Ley de Control del Presupuesto de 2011.
Durante su gobierno incrementó la presencia de tropas estadounidenses en Afganistán, firmó el nuevo tratado START III de control de armas con Rusia, y ordenó la intervención militar estadounidense en el conflicto libio. El 1 de mayo de 2011 anunció a los medios de comunicación que un grupo de las fuerzas especiales de la Armada Estadounidense (miembros del DEVGRU de los Navy SEALS) había matado al terrorista Osama bin Laden en Pakistán.
El 4 de abril de 2011, anunció el inicio de su campaña de reelección presidencial para 2012 y el 6 de noviembre fue reelegido para ejercer el cargo por un periodo de cuatro años más, tras vencer al candidato republicano Mitt Romney. Durante su segundo mandato, Obama promovió la inclusión para los estadounidenses LGBT; la intervención militar en Irak y Ucrania en respuesta a los avances logrados por ISIS y Rusia respectivamente en 2014; el acuerdo climático en París y la normalización de las relaciones de Estados Unidos con Cuba en 2015.[cita requerida]
El 20 de enero de 2017, se retiró de la Casa Blanca con uno de los índices de popularidad más altos para un presidente estadounidense en las últimas décadas.

## Biografía
Nació el 4 de agosto de 1961 en la ciudad de Honolulu, Hawái. Hijo de Barack Obama Sr., un economista keniano; y de Stanley Ann Dunham, una antropóloga estadounidense, quienes se conocieron cuando asistían a la Universidad de Hawái en Mānoa, donde su padre estaba matriculado como estudiante extranjero.
Cuando tenía dos años de edad, sus padres se separaron. Después del divorcio, su padre regresó a Kenia y en 1971 se reunió por última vez con su hijo, antes de morir en un accidente automovilístico en 1982. Su madre contrajo matrimonio con Lolo Soetoro, y en 1967 se mudó con su familia a Indonesia, país de origen de su nuevo esposo.

### Formación y trayectoria
Obama asistió a escuelas locales en Yakarta hasta que cumplió los diez años. Luego regresó a vivir en Honolulu con sus abuelos maternos y en 1971 fue inscrito en el quinto grado de la escuela Punahou School, donde permaneció hasta su graduación de la secundaria en 1979. Su madre regresó a Hawái en 1972 y permaneció allí varios años, hasta que en 1977 viajó nuevamente a Indonesia para realizar su trabajo de campo. En 1995, Ann falleció a causa de un cáncer de ovario. Durante el foro civil por la presidencia, realizado en la iglesia Saddleback Church, Obama admitió haber consumido marihuana, cocaína y alcohol en su adolescencia.

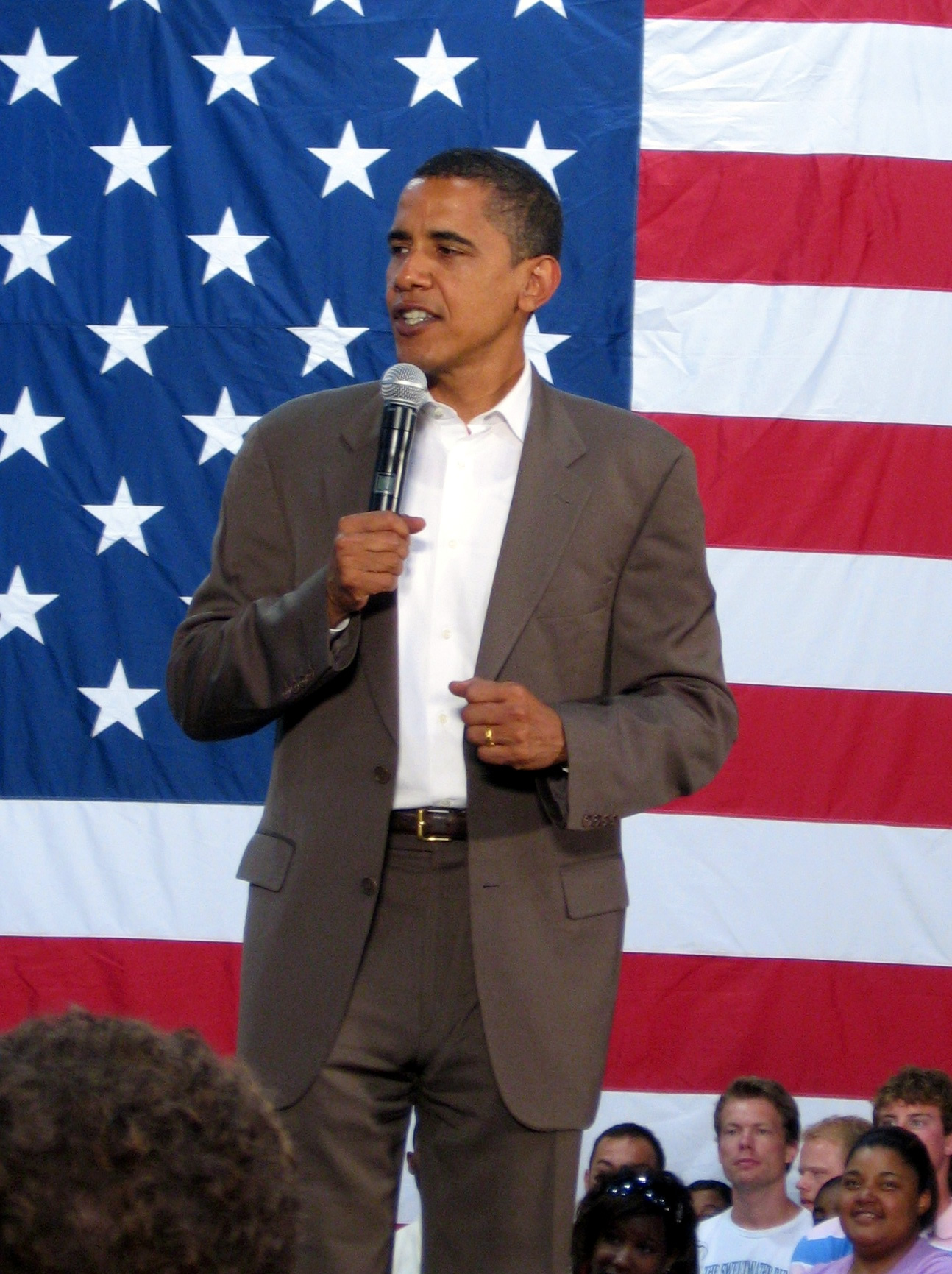
Obama hablando en un discurso en Conway, Carolina del Sur, el 23 de agosto de 2007.

Una vez que culminó su bachillerato, se mudó a Los Ángeles e inició sus estudios en el instituto Occidental College por un periodo de dos años. Posteriormente, se transfirió a la Universidad de Columbia en la ciudad de Nueva York, en la carrera de Ciencia Política, con una especialización en Relaciones Internacionales. Se graduó con el pregrado académico Licenciatura en Artes Liberales de Columbia en 1983, y a continuación empezó a trabajar en la compañía Business International Corporation y en New York Public Interest Research Group.
Después de trabajar durante cuatro años en Nueva York se trasladó a Chicago, donde fue un activo organizador comunitario y director del proyecto Developing Communities Project (DCP), una organización religiosa que originalmente contaba con ocho parroquias católicas en el Gran Roseland (Roseland, West Pullman y Riverdale) en la zona sur de la ciudad denominada South Side, desde junio de 1985 a mayo de 1988. En su desempeño como director del DCP, aumentó el número de personal de uno a trece, el presupuesto anual creció de 70 000 a 400 000 dólares estadounidenses, y entre sus logros también se encuentra la ayuda que prestó para establecer un programa de entrenamiento laboral, una tutoría preparatoria para la universidad y una organización a favor de los derechos de los inquilinos en Altgeld Gardens. Del mismo modo, trabajó como consultor e instructor para la Gameliel Foundation, el cual es un instituto de organización de comunidades. A mediados de 1988, viajó por primera vez a Europa por tres semanas, después fue a Kenia por cinco semanas y conoció a sus parientes cercanos por parte de su padre.
A finales de 1988, ingresó en la escuela de Derecho Harvard Law School y en su primer año como estudiante fue seleccionado como editor de la revista Harvard Law Review, debido a sus calificaciones y por un concurso de escritura. En su segundo año de carrera, fue elegido presidente de dicha publicación, y se desempeñó como voluntario a tiempo completo, ejerciendo las labores de jefe de redacción, y supervisando al personal conformado por 80 editores. El hecho de que haya sido escogido en febrero de 1990 como el primer presidente afrodescendiente del suplemento de leyes, fue ampliamente recogido por los medios de comunicación y se le realizaron detalladas reseñas biográficas. Durante los períodos de verano, regresaba a Chicago donde trabajó como asociado de las firmas legales Sidley Austin en 1989 y Hopkins & Sutter en 1990. En 1991 volvió a Chicago, luego de haberse graduado de Harvard con el título de doctor en Jurisprudencia o juris doctor (JD) y con la mención honorífica magna cum laude.
La publicidad que obtuvo por el hecho de haber sido el primer presidente de raza negra de la revista jurídica de Harvard, ayudó a que consiguiera un contrato con una empresa editorial, la cual le otorgó un anticipo para que emprendiera la redacción de un libro acerca de las relaciones raciales. En un esfuerzo para reclutarlo como profesor de la facultad de Derecho de la Universidad de Chicago, se le ofreció una beca de investigación y una oficina para que trabajase en su libro. Originalmente había planificado concluir la escritura de su obra en un año, pero le tomó más tiempo, ya que ésta evolucionó a una recopilación de sus memorias personales. Sin embargo, para poder trabajar sin interrupciones, Obama y su esposa Michelle viajaron a Bali, donde él se dedicó por varios meses únicamente a escribir su libro. A mediados de 1995, el manuscrito fue finalmente publicado bajo el título Los sueños de mi padre: Una historia de raza y herencia (en inglés Dreams from My Father: A Story of Race and Inheritance).
De abril a octubre de 1992, dirigió la organización sin ánimo de lucro denominada Project Vote, que estaba conformada por un personal de diez trabajadores y setecientos voluntarios, y a través de este proyecto alcanzó la meta de inscribir 150 000 de 400 000 afroestadounidenses que no estaban registrados en el estado de Illinois. Su labor en este proyecto le mereció ser nombrado en el semanario Crain Chicago Business en su lista de 1993, como futura promesa entre los 40 menores de cuarenta (en inglés 40 under Forty).
Durante un periodo de doce años (1992-2004) enseñó Derecho constitucional en la Facultad de Derecho de la Universidad de Chicago; los primeros cuatro años ejerció como catedrático y luego como profesor superior. En 1993 se unió al bufete jurídico Davis, Miner, Barnhill & Galland, una firma conformada por doce abogados y especializada en derechos civiles y desarrollo económico urbano. Se desempeñó como asociado durante los tres primeros años (1993-1996), luego como abogado consejero en el periodo de 1996 al 2004, y su licencia para ejercer la carrera de Derecho quedó inactiva en 2002.
Obama fue miembro fundador de la junta directiva de la organización de desarrollo de liderazgo juvenil conocida como Public Allies en 1992, pero renunció a este cargo poco antes de que su esposa Michelle fuera ascendida como directora ejecutiva de la misma empresa. A principios de 1993, fue integrante de la junta de directores de la organización filantrópica Woods Fund of Chicago, la cual en 1985 había sido la primera fundación que financió el proyecto DCP durante los años 1993 a 2002. Asimismo, prestó sus servicios en la junta directiva de la fundación caritativa Joyce Foundation desde 1994 al 2002. También fue integrante de la junta directiva de la fundación Chicago Annenberg Challenge, desempeñándose como presidente fundador del consejo de administración. Además, fue miembro de la directiva de las siguientes instituciones: el Comité de abogados de Chicago a favor de los derechos civiles contemplados bajo la ley (en inglés Chicago Lawyers’ Committee for Civil Rights Under Law), el Centro de tecnología barrial (en inglés Center for Neighborhood Technology), y finalmente la fundación Lugenia Burns Hope Center.

## Trayectoria política

### Legislatura del Estado (1997-2004)

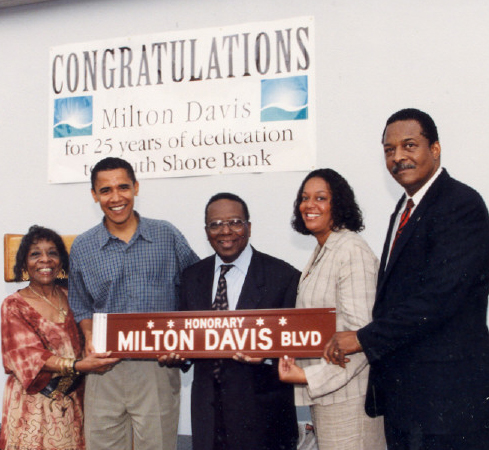
Barack Obama en 1998.

En 1996, fue elegido como senador del decimotercer distrito de Illinois, sucediendo en el cargo a Alice Palmer. La jurisdicción del decimotercer distrito se extendió hacia el área de South Side, incluyendo los barrios de Hyde Park y el sur de Kenwood hasta South Shore y el oeste de Chicago Lawn. Una vez que fue elegido, obtuvo apoyo bipartidista para una reforma legislativa concerniente a las leyes de ética y de asistencia sanitaria. También propuso una ley de aumento de las bonificaciones fiscales para los trabajadores con sueldos bajos, negoció una reforma al proyecto de asistencia social, y promovió el aumento de los subsidios para el cuidado infantil. Como copresidente del Comité Conjunto Sobre Regulaciones Administrativas (en inglés, Joint Committee on Administrative Rules) en 2001, apoyó la propuesta del gobernador republicano George Ryan sobre una regulación del día de pago de los préstamos y una regulación a las prácticas abusivas de financiamiento de préstamos hipotecarios con el objetivo de prevenir los procesos judiciales de ejecución hipotecaria. En 2003, patrocinó y dirigió la aprobación unánime y bipartidista de una ley para el control de la discriminación racial o «perfilado racial» (en inglés, racial profiling o detenciones arbitrarias basadas en las características raciales del sospechoso), que exige a los policías el registro de la raza de los conductores a los que detiene, y otra ley que hacía de Illinois el primer estado en imponer la orden de grabar en vídeo los interrogatorios por homicidio.
Nuevamente fue reelegido para el Senado de Illinois en 1998 y en 2002. En 2000, perdió una carrera primaria del partido demócrata por un cargo en la Cámara de Representantes de los Estados Unidos contra su contrincante Bobby Rush, con un margen de diferencia de dos a uno.
En enero de 2003 fue nombrado presidente del Comité de Salud y Servicios Humanos del Senado de Illinois (en inglés, Health and Human Services Committee), después de que los demócratas obtuvieran la mayoría de puestos en la Cámara alta del Congreso, dejando en el pasado una década como minoría. Durante su campaña para las elecciones generales del Senado de Estados Unidos en 2004, su labor fue acreditada por las instituciones policiales debido a su activo compromiso en la promulgación de reformas a la pena capital. Sin embargo, ese mismo año renunció a su cargo en el Senado de Illinois, después de haber sido elegido como representante de la Cámara alta en el mes de noviembre.

### Campaña por el Senado de Estados Unidos (2004)
A mediados de 2002, Obama consideró participar en la contienda por un puesto en el Senado de los Estados Unidos. En aquel otoño reclutó al estratega político David Axelrod y en 2003 anunció formalmente su propia candidatura. Las decisiones consumadas en el pasado por el exsenador republicano Peter Fitzgerald, quien reemplazó a su predecesor demócrata Carol Moseley Braun por medio de una inversión millonaria en su campaña política financiada mayoritariamente con su propio patrimonio, generaron una amplia disputa en las elecciones primarias entre los partidos demócratas y republicanos, empañando de forma directa la imagen pública de quince candidatos. Aun así, la candidatura de Obama fue promovida favorablemente gracias a la campaña publicitaria de Axelrod, en la que se presentaron imágenes del fallecido alcalde de Chicago Harold Washington y el respaldo de la hija del también difunto senador de Illinois, Paul Simon. En las votaciones primarias de marzo de 2004, recibió el 52 % de los votos, obteniendo una ventaja del 30 % respecto a su rival demócrata más cercano, Daniel Hynes.
En julio de ese año, Obama pronunció un discurso en la apertura de la Convención Nacional Demócrata, en Boston, Massachusetts. Luego de describir las experiencias de su abuelo materno como veterano de la Segunda Guerra Mundial y beneficiario de las medidas económicas New Deal en la Administración de Vivienda Federal y de la Ley de Reajuste para los Hombres de Servicio, propuso cambiar las prioridades económicas y sociales del gobierno de los Estados Unidos. Asimismo, cuestionó la administración de George W. Bush con respecto a la guerra de Irak y resaltó las obligaciones de su país con los soldados. Mediante ejemplificaciones de la historia de los Estados Unidos criticó fuertemente las visiones sesgadas del electorado y pidió a los estadounidenses que buscaran la unidad en la diversidad, expresando la frase: «No existe una América conservadora y liberal; solo existen los Estados Unidos de América». La transmisión del discurso por las agencias de noticias más importantes de su país ayudaron a conseguir el reconocimiento del electorado como una figura política nacional, logrando un empuje para su campaña por el Senado.
Mientras tanto, Jack Ryan, ganador de las elecciones primarias del Partido Republicano, y el supuesto oponente de Obama a las elecciones generales por el Senado, renunciaron a la contienda en junio de 2004. A tres meses de las elecciones, Alan Keyes, residente por muchos años del estado de Maryland, aceptó reemplazar a Ryan en la candidatura republicana. Finalmente en los comicios generales de noviembre de 2004, Obama recibió el 70 % de los votos, frente al 27 % obtenido por Keyes, estableciéndose en aquel momento el triunfo con mayor margen de ventaja en la historia de Illinois en una contienda electoral.

### Senador de los Estados Unidos (2005-2008)
Obama fue investido como senador el 4 de enero de 2005, convirtiéndose en el quinto senador afrodescendiente en la historia de los Estados Unidos y el tercero en ser elegido popularmente. Fue el único miembro en el Senado en pertenecer a la organización que representa a las minorías de raza negra en el Congreso, denominada Congressional Black Caucus. La publicación CQ Weekly lo catalogó como un «demócrata leal» basándose en el análisis de todos sus votos en el Senado durante el periodo de 2005 a 2007. Siguiendo el mismo procedimiento de evaluación de sus votos en el Senado, el semanario National Journal lo calificó como el senador «más liberal» en 2007, en 2006 obtuvo la décima posición, y en 2005 la decimosexta posición. En 2008 Congress.org lo ubicó en el undécimo lugar entre los senadores más poderosos de los Estados Unidos. El 16 de noviembre de 2008, Obama renunció al Senado para dedicarse al periodo de transición presidencial.

#### Legislación

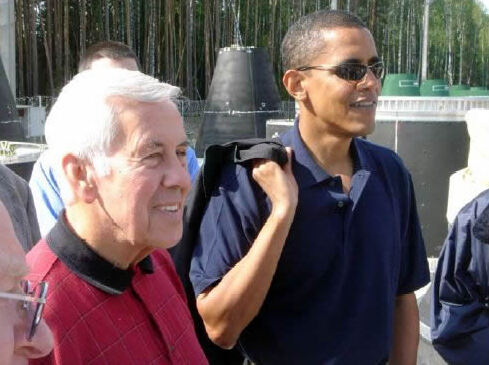
Obama junto al senador Richard Lugar en una visita a una instalación rusa de desmantelamiento de plataformas móviles de lanzamiento de misiles en agosto de 2005.

En 2005, votó a favor del proyecto de ley sobre la independencia energética, también copatrocinó la propuesta legislativa conocida como América segura y una inmigración ordenada (en inglés, Secure America and Orderly Immigration Act), y en 2006 apoyó la Ley del Muro Seguro (en inglés, Secure Fence Act). Además, presentó dos iniciativas que llevan su apellido, la primera fue Lugar-Obama que tenía como objetivo extender el concepto de la ley de Reducción Cooperativa de la Amenaza Nunn-Lugar (en inglés, Nunn–Lugar Cooperative Threat Reduction), e incluir a esta una enmienda sobre la destrucción de armas convencionales. La segunda propuesta se llamó Ley de transparencia Coburn-Obama (en inglés, Coburn–Obama Transparency Act), mediante la cual se autorizó el establecimiento de un motor de búsqueda por Internet con la dirección www.USAspending.gov, permitiendo al público visualizar los gastos federales en cualquier momento. El 3 de junio de 2008, en colaboración con los senadores Thomas R. Carper, Tom Coburn y John McCain presentó una ley conocida como Fortalecimiento de la transparencia y la rendición de cuentas (en inglés, Strengthening Transparency and Accountability in Federal Spending Act), con el propósito de mantener la claridad en los gastos gubernamentales.
Asimismo, favoreció el establecimiento de una ley que requiera a los dueños de plantas nucleares notificar las fugas radioactivas al estado y a las autoridades locales. En diciembre de 2006, el presidente Bush firmó la ley sobre la Promoción de la democracia, la seguridad y el alivio de la República Democrática del Congo, convirtiéndose en la primera ley promulgada y patrocinada mayoritariamente por Obama. En enero de 2007 apoyó la Ley por un gobierno abierto y un liderazgo honesto (en inglés, Honest Leadership and Open Government Act), siendo finalmente aprobada en septiembre. Además, planteó el proyecto de ley S.453, con el propósito de criminalizar las prácticas corruptas en las elecciones federales, y en 2007 presentó la Ley sobre la desintensificación de la guerra de Irak (en inglés, Iraq War De-Escalation Act of 2007).
Posteriormente, propuso una enmienda a la Ley de autorización de la defensa (en inglés, Defense Authorization Act), con el objetivo de salvaguardar a los soldados dados de baja por trastorno de estrés postraumático causado por la guerra. De igual forma copatrocinó la ley para reducir el peligro del terrorismo nuclear y apoyó la Ley de fomento de sanciones a Irán (en inglés, Iran Sanctions Enabling Act), la cual promulgaba la desinversión en el sector energético de ese país, especialmente en las industrias de petróleo y gas natural. También presentó una enmienda al Programa estatal de seguros médicos para los niños, con la intención de ofrecer un año de protección laboral a los familiares directos de los soldados que se encontrasen recibiendo cuidado médico por sus heridas de combate.

#### Comisiones
En diciembre de 2006, Obama mantuvo varias funciones en los comités del Senado vinculados con el medioambiente y las obras públicas, las relaciones internacionales, y los asuntos de los veteranos de guerra. Al año siguiente, abandonó la comisión del medio ambiente y obras públicas. También emprendió funciones adicionales relacionadas con la salud, la educación, el trabajo, la jubilación, el plan de defensa nacional, y los asuntos gubernamentales. Además, fue nombrado presidente de la subcomisión de asuntos europeos. Como miembro de la Comisión de Relaciones Internacionales del Senado, realizó visitas oficiales a Europa Oriental, Oriente Medio, Asia Central y África. También se reunió con Mahmud Abás antes de que se convirtiese en presidente de la Autoridad Nacional Palestina, y en un discurso en la Universidad de Nairobi condenó la corrupción del gobierno keniano.

## Campañas presidenciales

### Campaña presidencial de 2008
El 10 de febrero de 2007, Obama anunció su candidatura para la presidencia de los Estados Unidos frente al viejo edificio del Capitolio estatal en Springfield, Illinois. La elección de esta ubicación para su anuncio fue simbólica, debido a que fue el lugar donde Abraham Lincoln pronunció su histórico discurso Casa dividida (en inglés, House Divided) en 1858. A través de su campaña hizo énfasis en los asuntos concernientes a concluir con la guerra de Irak, aumentar la independencia energética, proveer asistencia sanitaria universal, identificando estos temas como sus principales prioridades.
La campaña recaudó 58 millones de dólares durante la primera mitad de 2007, de los cuales 16,4 millones provenían de pequeñas donaciones individuales de menos de 200 dólares. Los 58 millones de dólares marcaron una cifra récord de recaudación de fondos para una campaña presidencial, seis meses antes de las elecciones primarias del partido político. En enero de 2008, su campaña estableció otro récord con la cifra de 36,8 millones de dólares, debido a que fue la cantidad más alta que se ha recolectado en un mes por un candidato presidencial en las elecciones demócratas primarias.

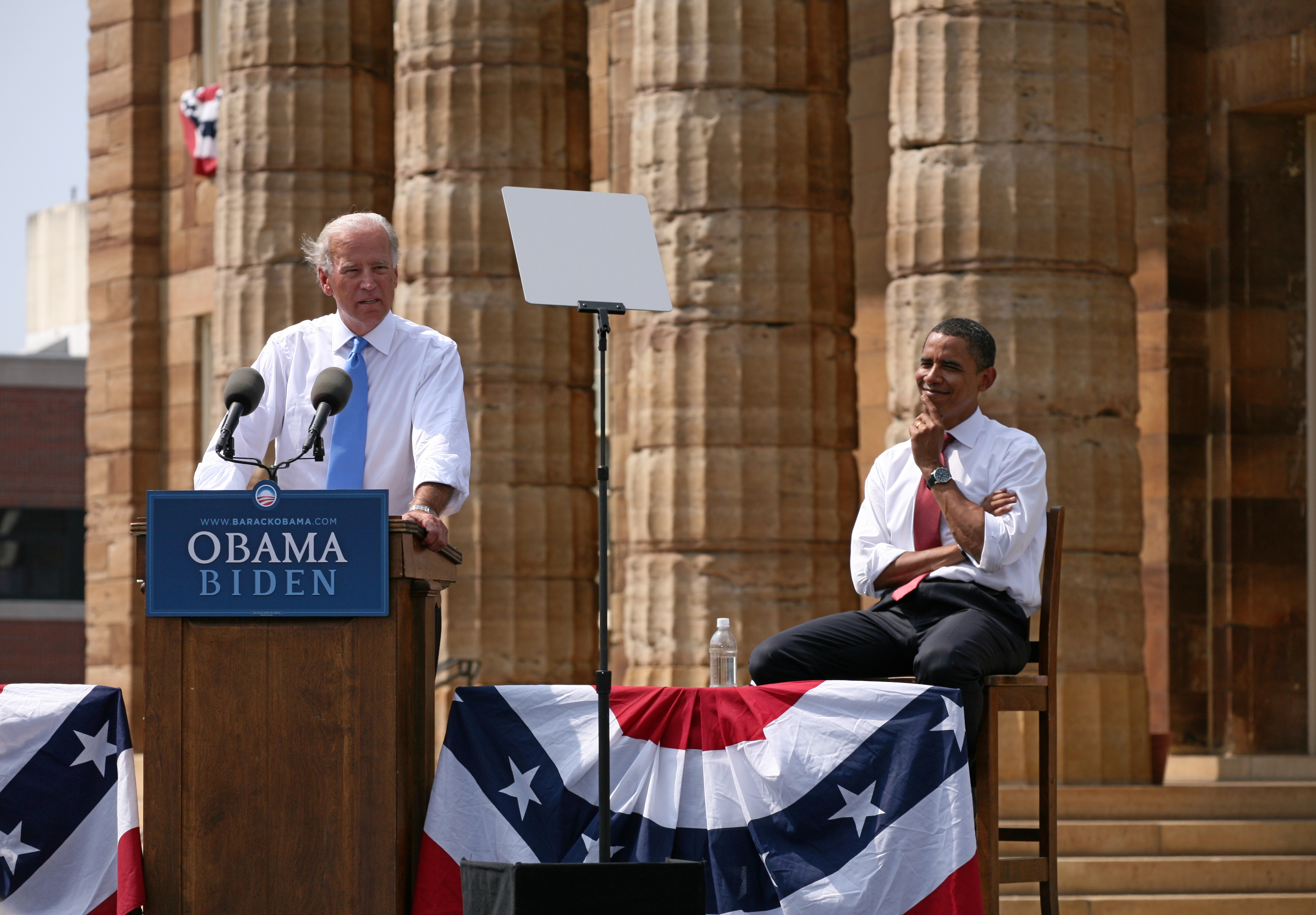
Joe Biden y Barack Obama, agosto de 2008

Durante las votaciones primarias del partido Demócrata para la presidencia en 2008, Obama obtuvo el mismo número de delegados en el estado de Nuevo Hampshire que su rival la candidata Hillary Clinton, sin embargo, superó a su contrincante en las votaciones o asambleas partidistas de los estados de Iowa, Nevada, y Carolina del Sur. El súper martes o el día en que se realizan la mayor parte de elecciones simultáneas en diferentes estados, consiguió veinte delegados más que Clinton. En los primeros meses de 2008, estableció nuevamente una marca de recaudación de fondos, acumulando alrededor de 90 millones de dólares para su campaña en comparación con los 45 millones de Clinton. Después del súper martes, en el mes de febrero, venció las elecciones primarias en los once estados restantes. El 4 de marzo, empató con Clinton en las contiendas de los estados de Vermont, Texas, Ohio, y Rhode Island, con un estrecho margen de votos, y finalizó el mes con victorias en Wyoming y Misisipi.
A finales de marzo, Jeremiah Wright, antiguo reverendo de la iglesia Trinity United Church of Christ de Chicago, donde Obama asistió por veinte años, se vio involucrado en una controversia después de que la cadena de noticias estadounidense ABC emitiera un vídeo en el que él aparecía realizando sermones racialmente y políticamente emotivos. A partir de este suceso, Obama condenó los comentarios de Wright y lo alejó de cualquier asociación con su campaña política. Durante la controversia, pronunció un discurso titulado Una unión más perfecta (en inglés A More Perfect Union), en el cual expuso sobre asuntos raciales. Seguidamente, renunció a su vínculo con esta iglesia para evitar que los ciudadanos se llevaran la impresión negativa de que él apoyaba las manifestaciones de su antiguo pastor.
En los meses de abril, mayo y junio, ganó las elecciones primarias en los estados de Carolina del Norte, Oregón, y Montana, manteniéndose en la delantera en el cómputo de votos de delegados en comparación con sus contrincantes, mientras que Hillary Clinton había vencido en Pensilvania, Indiana, Virginia Occidental, Kentucky, Puerto Rico, y Dakota del Sur. Durante ese periodo, recibió el respaldo de un mayor número de superdelegados que Clinton. El 31 de mayo, el Comité Nacional Demócrata aceptó reunir a todos los delegados de los estados de Míchigan y Florida durante la convención nacional, y se les otorgó medio voto a cada uno, estrechando la delantera que Obama tenía con su rival, pero aumentando el escrutinio de votos que necesitaba para vencer la nominación presidencial de su partido. El martes 3 de junio de 2008 superó en las votaciones a Clinton, y ese mismo día pronunció un discurso en Saint Paul, Minnesota. Por su parte, Clinton suspendió la campaña el 7 de junio para incorporarse a la de Obama. A partir de esta fecha inició su competencia en las elecciones generales presidenciales contra el senador John McCain, quien fue nominado por el Partido Republicano.

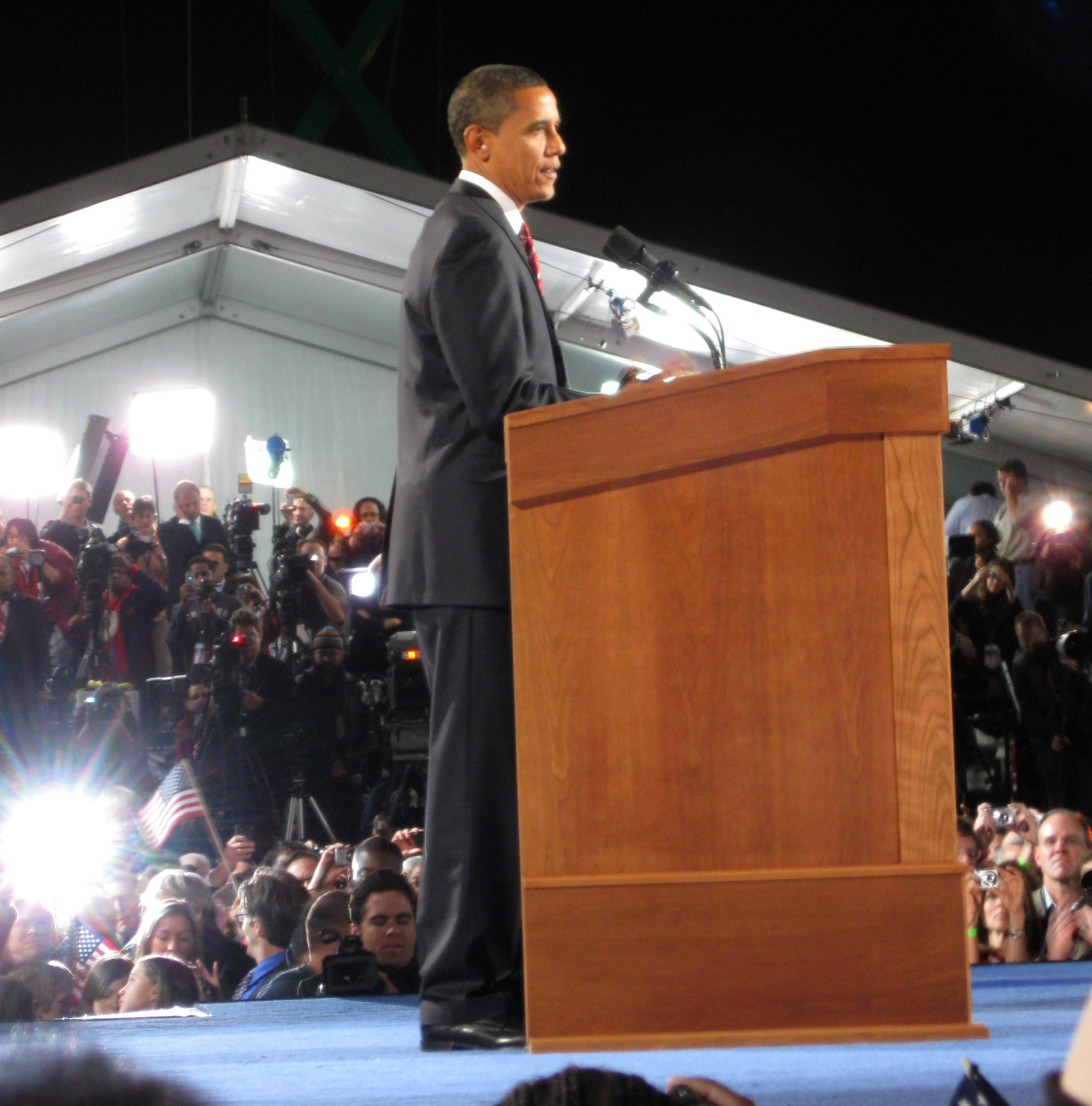
Obama pronunciando un discurso después de la victoria en las elecciones presidenciales en Grant Park, Chicago.

El 19 de junio se convirtió en el primer candidato presidencial de un partido mayoritario en rechazar el financiamiento público para su campaña en la contienda general, desde que el sistema fue creado en 1976. El 23 de agosto de 2008, seleccionó al senador del estado de Delaware Joe Biden, como su compañero de fórmula para la vicepresidencia. Durante la Convención Nacional Demócrata realizada en Denver, Colorado, su antigua rival en las elecciones primarias, Hillary Clinton, pronunció un discurso en el que manifestó su apoyo total a la candidatura de Obama.
El 28 de agosto, Obama mediante un discurso en Denver y frente a 84 000 partidarios, aceptó la nominación como candidato presidencial del partido demócrata y presentó algunos detalles de sus metas políticas.
Después de que McCain fue nominado como el candidato presidencial republicano, las encuestas indicaron que había estrechado el margen con Obama. Hubo tres debates presidenciales entre Obama y McCain en septiembre y octubre de 2008. Después de que los debates concluyesen, Obama sacó ventaja en las encuestas nacionales, y ganó el voto en casi todos los estados activamente en contienda en su campaña presidencial.
El 4 de noviembre, Barack Obama obtuvo el 64.9 % de los votos electorales y se convirtió en el presidente número 44 de los Estados Unidos de América. Después de su victoria en las elecciones presidenciales pronunció un discurso en Chicago frente a cientos de miles de sus partidarios. Además, hizo alusión al discurso de Martin Luther King «He estado en la cima de la montaña» (en inglés «I’ve Been to the Mountaintop»), y declaró, «El camino por delante será largo. Nuestro ascenso será empinado. Puede que no lleguemos ahí en un año o quizás en un mandato, pero Estados Unidos nunca ha tenido tanta esperanza como en esta noche en que llegaremos».

### Victoria en los comicios generales
El 4 de noviembre de 2008, Barack Obama venció a John McCain en las elecciones generales con 365 votos electorales frente a los 173 de McCain, y se convirtió en el primer afrodescendiente en ser elegido presidente de los Estados Unidos. En su discurso de victoria, proclamó que el «cambio ha llegado a los Estados Unidos» frente a cientos de sus partidarios en el parque Grant Park de Chicago.
El 8 de enero de 2009, el Congreso de los Estados Unidos se reunió en una sesión conjunta para certificar los votos del colegio electoral de la elección presidencial de 2008. De acuerdo con el recuento de los votos electorales Barack Obama fue declarado el presidente electo de los Estados Unidos y Joseph Biden fue declarado el vicepresidente electo de los Estados Unidos.

### Campaña presidencial de 2012
El 4 de abril de 2011, anunció oficialmente el inicio de su campaña de reelección para el 2012 con un video publicado en su página web titulado «It begins with us» (Empieza con nosotros). El mismo día presentó los documentos requeridos para su reelección ante la Comisión Federal de Elecciones. Como presidente en el cargo, prácticamente no tuvo oposición en las primarias presidenciales del Partido Demócrata, es así que el 3 de abril de 2012, consiguió 2778 delegados para asegurar la nominación. Durante la convención demócrata en Charlotte, Carolina del Norte, el expresidente Bill Clinton formalmente nominó a Obama y a Joe Biden como los candidatos para la presidencia y vicepresidencia del partido demócrata en los comicios generales, y cuyos oponentes serían los republicanos, Mitt Romney, exgobernador de Massachusetts, y Paul Ryan, representante de Wisconsin.
El 6 de noviembre de 2012, Obama consiguió ser reelegido como presidente de los Estados Unidos para un segundo mandato. Contradiciendo todos los pronósticos y las encuestas previas, según las cuales entre ambos candidatos existía un empate técnico, logró una diferencia holgada de un 30 % en el número de delegados, 303 de Obama frente a 206 de Romney, y dos puntos porcentuales de ventaja (casi tres millones) en el recuento de voto popular, 50 % frente a 48 %.

## Presidencia de los Estados Unidos

### Primeros días

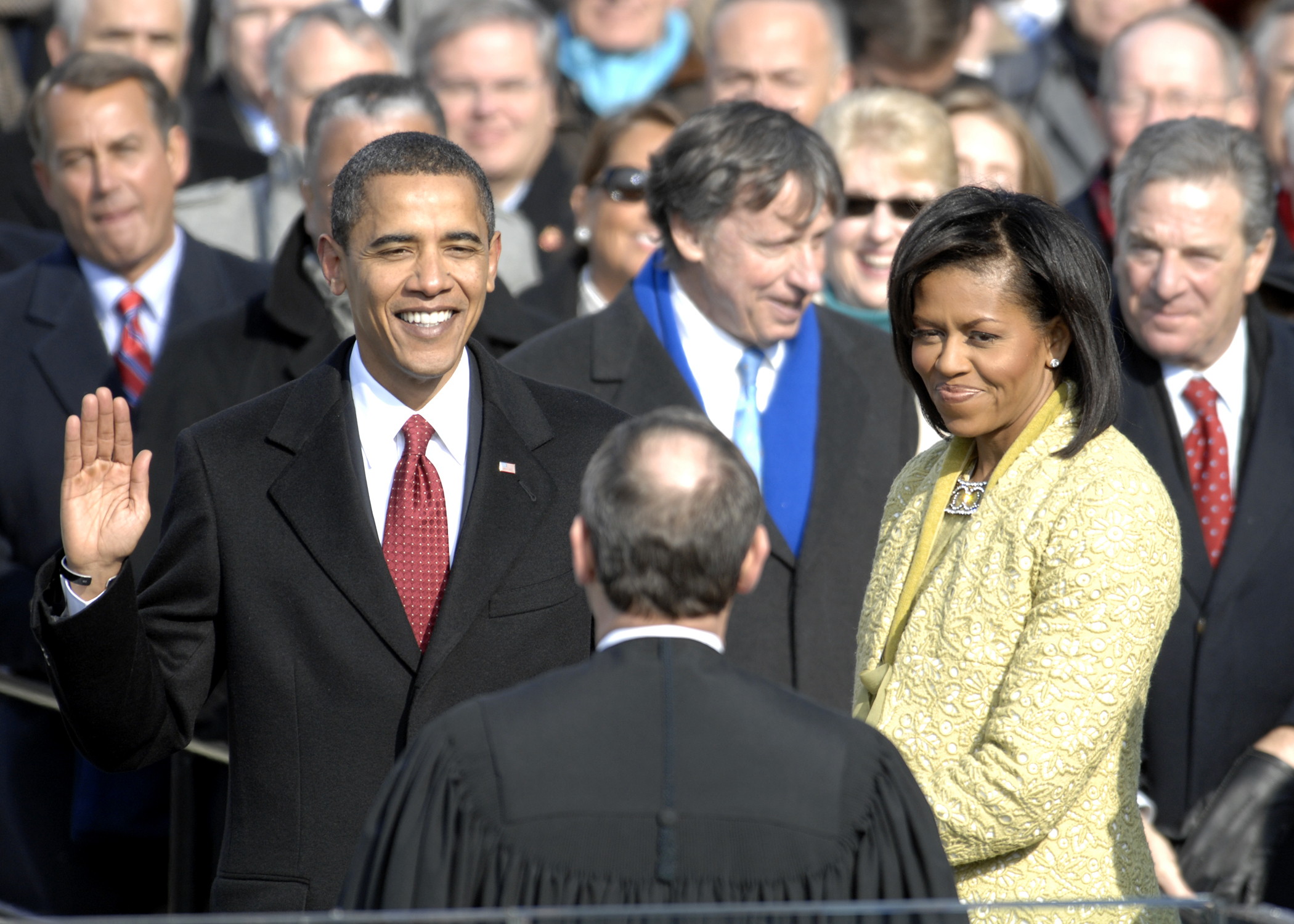
Obama prestando juramento como presidente de los Estados Unidos, junto a la primera dama, Michelle Obama.

La investidura presidencial de Barack Obama como el cuadragésimo cuarto presidente de los Estados Unidos, y de Joseph Biden como vicepresidente, se llevó a cabo el 20 de enero de 2009, a las 12:05 p. m. (EST), en el capitolio de los Estados Unidos. El tema de la ceremonia fue «Un nuevo nacimiento de la libertad», conmemorando el segundo centenario de nacimiento de Abraham Lincoln.
En los primeros días en su cargo, Obama emitió órdenes ejecutivas y memorándums en contraposición de las políticas del expresidente George W. Bush. En primer lugar, eliminó la prohibición conocida con el nombre de México City Policy, y denominada por los críticos como Global Gag Rule, que estipula que todas las organizaciones no gubernamentales (ONG) que reciben fondos federales deberán abstenerse de promover o realizar servicios relacionados con el aborto en otros países. Además, suscribió medidas restrictivas a los cabilderos y grupos de presión, y exigió a las entidades gubernamentales el cumplimiento de la Ley de Libertad de Información con el fin de fomentar la transparencia de su gobierno. Asimismo, pidió al ejército estadounidense el desarrollo de un plan para retirar las tropas de Irak y la reducción de prácticas de secretismo en los registros presidenciales. También ordenó el cierre del centro de detención de Guantánamo lo más pronto posible, con un plazo máximo hasta mayo de 2010, y la revisión inmediata de todas las detenciones y procesos contra los presos retenidos en esta prisión.

### Política interior

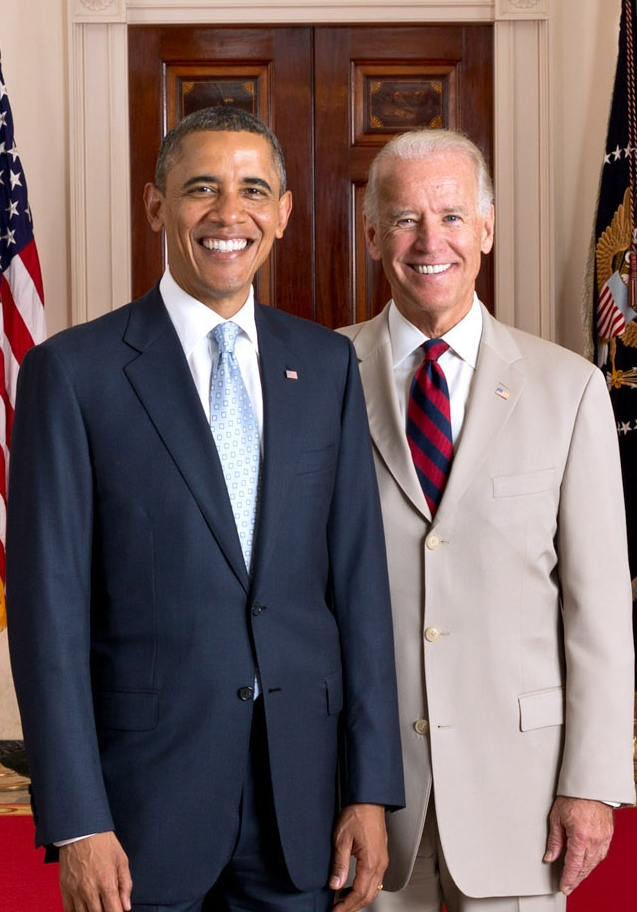
Joe Biden y el presidente Barack Obama, julio de 2012.

El 29 de enero de 2009 el presidente Obama firmó su primer proyecto de ley, el cual corresponde a la ley de Equidad Salarial y que lleva el nombre de Lilly Ledbetter, víctima de mobbing. Cinco días después firmó una ley para expandir el Programa de Seguro Sanitario Infantil (SCHIP por sus siglas en inglés) y que permitirá la cobertura médica de cuatro millones de niños sin seguro. En el mes de marzo levantó la prohibición impuesta por Bush sobre la utilización de fondos federales para la investigación con células madre embrionarias. A pesar de la controversia que rodea el uso de células madre, Obama proclamó que el veto «... maniataba a los científicos y perjudicaba la capacidad de Estados Unidos de competir con otros países». El 26 de mayo de 2009 Obama anunció la nominación de Sonia Sotomayor como juez asociado del Tribunal Supremo, para reemplazar en el cargo a David Souter. El 6 de agosto del mismo año, el Senado confirmó a Sotomayor como juez, convirtiéndose en la primera mujer hispana en ejercer dicha posición. De esta manera acompaña a Ruth Bader Ginsburg en el cargo, y es a su vez la tercera mujer en la historia del Tribunal Supremo.
El 30 de septiembre de 2009 la administración de Obama propuso nuevas regulaciones a las centrales eléctricas, a las fábricas y a las refinerías de petróleo en un esfuerzo por restringir las emisiones de gases invernadero y poner un freno al calentamiento global. El 8 de octubre del mismo año Obama firmó la Ley de Prevención de Crímenes de Odio Matthew Shepard-James Byrd, una medida que amplía la ley de delitos de odio de 1969 a que incluya crímenes motivados por el género, orientación sexual, identidad de género y discapacidad de las víctimas, ya sea un hecho real o supuesto. El 9 de mayo de 2012, poco después de que se realizara el lanzamiento oficial de su campaña de reelección como presidente, dijo que algunos de sus puntos vista habían evolucionado y públicamente manifestó su apoyo a la legalización del matrimonio entre personas del mismo género. Tras esta declaración Obama se convirtió en el primer presidente en el cargo en anunciar su postura sobre este asunto.

#### Política económica

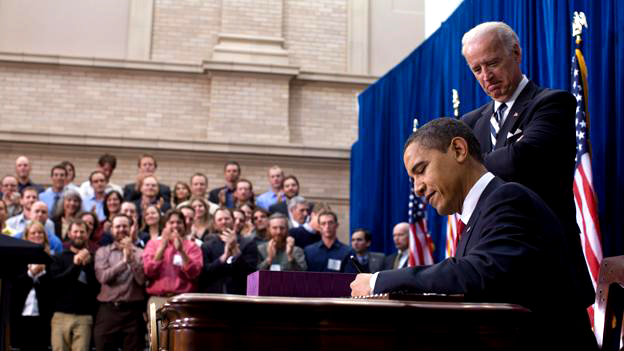
El presidente Obama junto con el vicepresidente Joe Biden firmando la Ley de Reinversión y Recuperación de Estados Unidos de 2009 en Denver, Colorado, 17 de febrero de 2009.

El 17 de febrero de 2009, Obama firmó la Ley de Estímulo Económico por 787 000 millones de dólares con el objetivo de remediar los efectos de la recesión económica causada por la crisis de las hipotecas "subprime" (préstamos hipotecarios con alto riesgo) mediante la inversión en los sectores de la salud pública, la educación, la infraestructura urbana, y la energía. Entre otras cosas el plan de rescate financiero concedería varias exenciones tributarias, estímulos fiscales y asistencia directa a los individuos. La ley fue aprobada por el Congreso luego de arduas negociaciones con la Cámara de Representantes y el Senado. El plan económico se llevó a cabo en el curso de enero del 2009 y establece que durante el primer año (2009) se invertirá aproximadamente el 25 % de la cifra total. En el mes de junio Obama, insatisfecho por la lentitud de la inversión, convocó a su gabinete y pidió que se aceleraran los gastos federales en las próximas semanas para cumplir con los plazos de entrega señalados.

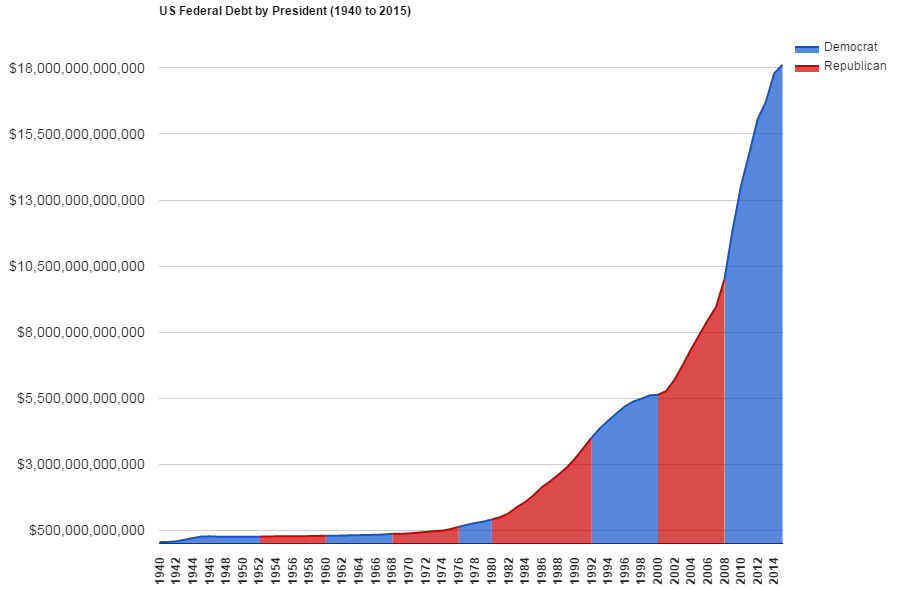
Deuda pública de Estados Unidos.

En marzo el secretario del Tesoro Timothy Geithner presentó un «programa de inversión público-privada» para luchar contra la crisis financiera, mediante el cual el gobierno agilizará dos billones de dólares para la compra de activos y préstamos, impidiendo la depreciación de las reservas que ha mantenido congelado el mercado del crédito y ha retrasado la recuperación económica. El 23 de marzo el periódico The New York Times declaró que los «inversores recibieron la noticia con gran euforia, y hubo un incremento de los índices bursátiles en cuanto se abrió la bolsa de valores».
El 14 de abril de 2009, Obama respaldó las medidas de su gobierno para reactivar el crecimiento económico y consolidar el sector financiero. En su informe económico, señaló que su plan contra la recesión muestra señales de progreso, pero que seguirá siendo un año difícil. Aun así, destacó la suspensión de despidos en las escuelas y departamentos de la policía, un repunte en los empleos relacionados con los sectores ecológicos y un incremento del refinanciamiento de las hipotecas.
El comportamiento de la economía durante la presidencia de Obama se puede medir a través del análisis de múltiples variables macroeconómicas importantes. El número de personas empleadas aumentó de 142.1 millones en enero de 2009 (cuando asumió) a 152.1 millones en diciembre de 2016. Es decir, durante la administración Obama se crearon 10 millones de empleos. Al asumir como presidente, el desempleo se ubicaba en un alto 7.8 %. Obama lo redujo a un 4.7 %. Eso quiere decir que Obama creó más empleos que los presidentes Trump, W. Bush y HW. Bush combinados. El PIB real (ergo, ajustado por inflación) aumentó en 2,4 billones USD durante su gobierno, es decir, un crecimiento acumulado del 16.6 %. La inflación anual promedio fue del 1.4 % durante su administración, mucho más bajo que el promedio histórico 1989-2008 del 3 %. Obama presidió la tercera expansión económica más larga de la historia estadounidense.

#### Reforma sanitaria

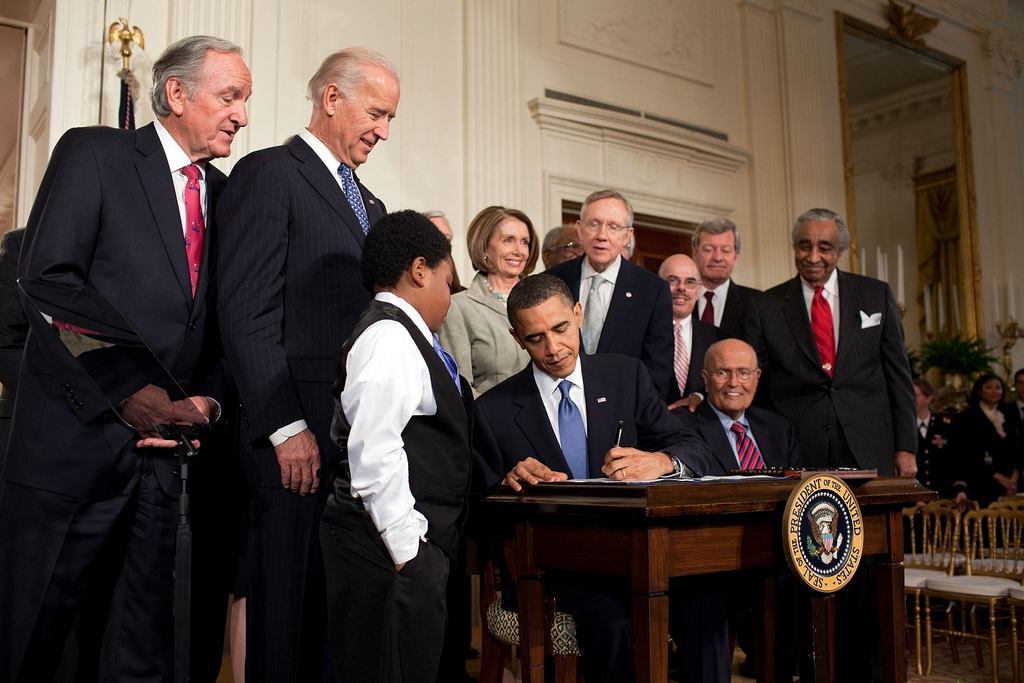
Barack Obama firmando la Ley de Protección al Paciente y Cuidado de Salud Asequible en la Casa Blanca, 23 de marzo de 2010.

Obama solicitó al Congreso la aprobación de la reforma sanitaria, una promesa clave en su campaña y una meta legislativa que tiene como propósito ampliar la cobertura médica a todos los ciudadanos estadounidenses. El 14 de julio de 2009 los demócratas de la Cámara de Representantes presentaron un proyecto de ley de reforma sanitaria y Obama tenía la expectativa de que el Congreso autorizase el plan antes de fin de año. Uno de los componentes del proyecto de reforma del sistema de salud es la creación de un seguro opcional para los que no tengan la posibilidad de acceder a un seguro privado, mediante lo cual se busca reducir los gastos y mejorar la calidad de la salud pública. El 9 de septiembre, durante la sesión extraordinaria del Congreso, pronunció un discurso en el que defendió su propuesta, también desmintió todos los rumores que surgieron en verano por parte de la oposición, e indicó que el proyecto tiene un coste de aproximadamente 900 000 millones de dólares en un periodo diez años. El 21 de marzo de 2010, la Cámara de Representantes aprobó finalmente la reforma sanitaria —con enmiendas tales como la prohibición de usar fondos federales para financiar abortos— por 219 votos a favor y 212 en contra.

#### Reforma educativa
El 30 de marzo de 2010, el presidente Obama firmó la Ley de Cuidado de Salud y Reconciliación Educativa de 2010, que puso fin al papel de los bancos privados en el crédito a los préstamos estudiantiles federales asegurados. Por hacer préstamos directamente a estudiantes, se calculó que el gobierno ahorrará 68 mil millones de dólares de los contribuyentes en los próximos años. Los préstamos estudiantiles federales asegurados serán distribuidos por el Departamento de Educación. La ley también aumentó la cantidad de becas otorgadas cada año, doblando su financiación anterior. A partir de 2014, la ley permite a los prestatarios limitar la cantidad que gastan en préstamos a los estudiantes cada año al 10 % de sus ingresos discrecionales y tienen su equilibrio saldado si tienen fielmente pagado el saldo de su préstamo de más de 20 años. Además, la ley tiene por objetivo facilitar a los padres de familia la calificación para préstamos Grad PLUS, e invertir miles de millones de dólares en escuelas pobres y de minorías y 2 mil millones de dólares en colegios de la comunidad.

#### Derrame de petróleo en el golfo de México
El 20 de abril de 2010, una explosión destruyó una torre de perforación mar adentro en el Prospecto de Macondo en el golfo de México, causando una pérdida importante de petróleo. El operador del pozo, BP, inició un plan de contención y limpieza, y empezó a perforar dos pozos de alivio con la intención de detener el flujo. Obama visitó el Golfo de México el 2 de mayo, debido a las visitas de miembros de su gabinete, y de nuevo el 28 de mayo y el 4 de junio. Comenzó una investigación federal y formó una comisión bipartidista para recomendar nuevas normas de seguridad, después de una revisión por el secretario del interior, Ken Salazar, y concurrentes audiencias en el Congreso. El 27 de mayo, anunció una moratoria de seis meses de duración sobre nuevos permisos de perforación en aguas profundas y arrendamientos, a la espera de una revisión reguladora. Como múltiples esfuerzos por parte de BP fallaron, algunos en los medios de comunicación y el público y expresaron una crítica de confusión sobre diversos aspectos del incidente, y manifestaron el deseo de una mayor participación de Obama y el gobierno federal.

#### Elecciones a mitad de mandato de 2010
En las elecciones en el Congreso de 2010 el 2 de noviembre donde el Partido Demócrata perdió muchos escaños y el control de la Cámara de Representantes. Dijo que los resultados llegaron por el hecho de que no suficientes estadounidenses habían sentido los efectos de la recuperación económica.

### Política exterior

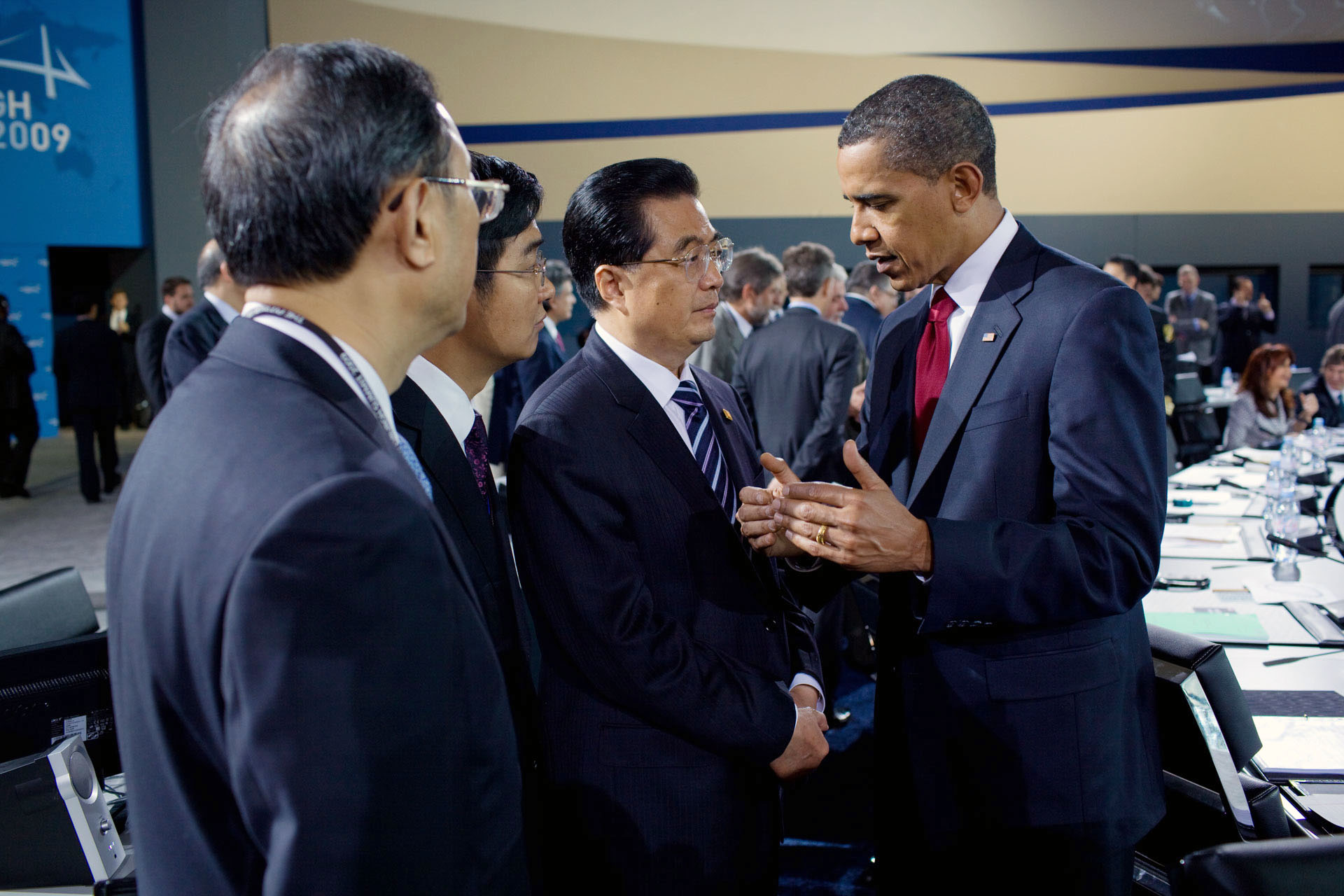
El presidente Obama junto con el presidente chino Hu Jintao en la cumbre del G-20 de Pittsburgh, 25 de septiembre de 2009.

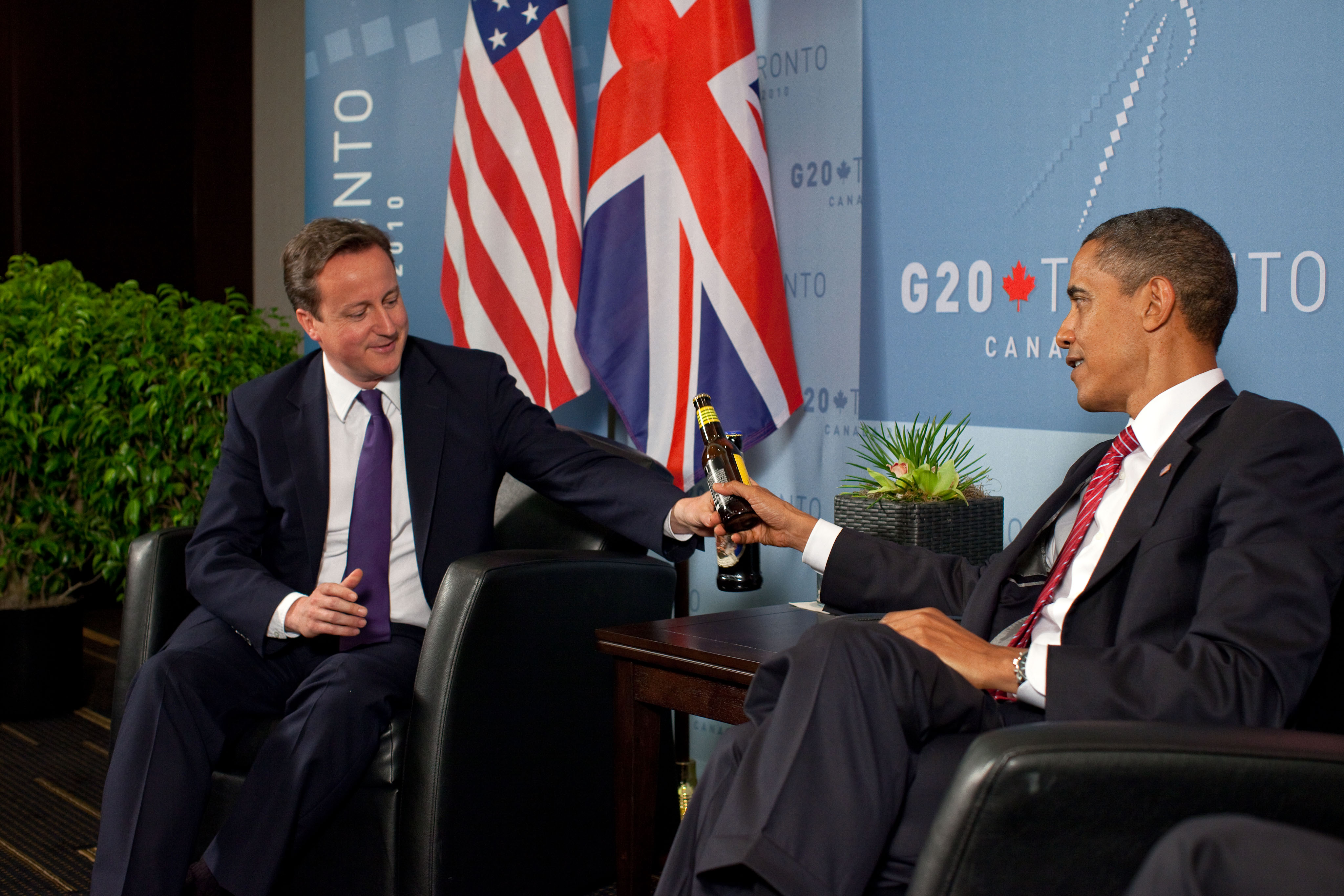
El presidente Obama junto con el primer ministro británico David Cameron en la cumbre del G-20 de Toronto, 26 de junio de 2010.

En febrero y marzo, el vicepresidente, Joe Biden, y la secretaria de Estado, Hillary Rodham Clinton, hicieron viajes al extranjero por separado, para anunciar una «nueva era» en las relaciones exteriores de Estados Unidos con Rusia y Europa, utilizando los términos «romper» y «reanudar» para señalar los cambios importantes de las políticas de la administración anterior. Obama concedió su primera entrevista como presidente al canal de televisión árabe, Al-Arabiya, hecho que fue interpretado como un intento de acercamiento hacia los líderes de esos países.
El 19 de marzo, continuó su aproximación hacia el mundo musulmán, con un mensaje de Año Nuevo en vídeo al pueblo y al gobierno de Irán. Este intento de acercamiento fue rechazado por los dirigentes iraníes. En abril, pronunció un discurso en Ankara, Turquía, que fue bien recibido por muchos gobiernos árabes. El 4 de junio de 2009 pronunció un discurso en la Universidad de El Cairo en Egipto, en el que pedía «un nuevo comienzo» en las relaciones entre el mundo islámico y los Estados Unidos y promover la paz en Oriente Medio.
El 26 de junio de 2009, en respuesta a las acciones del gobierno iraní hacia los manifestantes después de las Elecciones presidenciales de Irán de 2009, Obama dijo: «La violencia perpetrada contra ellos es indignante. Lo vemos y lo condenamos». El 7 de julio, mientras estaba en Moscú, respondió a un comentario del vicepresidente Biden sobre un posible ataque militar israelí contra Irán, diciendo: «Hemos dicho directamente a los israelíes que es importante tratar de resolver esto en un contexto internacional de una manera que no cree un mayor conflicto en el Oriente Medio».
El 24 de septiembre de 2009, Obama se convirtió en el primer presidente de los Estados Unidos en presidir una reunión del Consejo de Seguridad de Naciones Unidas.
En marzo de 2010, tomó una posición pública contra los planes del gobierno del primer ministro israelí, Benjamin Netanyahu, en continuar la construcción de proyectos de vivienda judíos en barrios habitados predominantemente por árabes en Jerusalén Este. Durante el mismo mes, se alcanzó un acuerdo con la administración del presidente ruso, Dmitri Medvédev, para reemplazar el Tratado de Reducción de Armas Estratégicas de 1991, con un nuevo pacto para reducir el número de armas nucleares de largo alcance en los arsenales de ambos países en más o menos un tercio.

#### Guerra de Irak y Afganistán
Durante su transición presidencial Obama anunció que mantendría en su gabinete al secretario de Defensa Robert Gates, quien fue asignado a dicho cargo por George W. Bush. A los pocos días de su presidencia promovió un cambio en la estrategia de guerra de los Estados Unidos incrementando el número de tropas en Afganistán y reduciendo el número de tropas en Irak. Del mismo modo el 27 de febrero de 2009 anunció que las misiones de combate en Irak concluirán el 31 de agosto de 2010 y que se efectuará el retiro total de las tropas estadounidenses en dicho país en 2011.
El 11 de mayo de 2009, Obama sustituyó al general del ejército David McKiernan como máximo comandante en Afganistán con el antiguo comandante de las Fuerzas Especiales, el general Stanley A. McChrystal, con la convicción de que la experiencia de McChrystal ayudaría a traer seguridad a los afganos y facilitaría el uso de tácticas contra la insurgencia. Sin embargo, McChrystal presentó su dimisión el 23 de junio de 2010, a causa de la publicación en la revista Rolling Stone de unas duras críticas del general y su equipo a la Administración Obama, por su gestión y dirección de la guerra en Afganistán, siendo reemplazado por el general David Petraeus.

#### Israel
Durante los primeros años del gobierno de Obama, los Estados Unidos aumentó la cooperación militar en Israel, incluyendo uno de los mayores números de tropas en el país, aumentó también la ayuda militar, y restableció diversos grupos políticos y militares israelíes. Se reportó que una gran cantidad de oficiales militares de ambos países estaban haciendo un número inusual de viajes entre los dos países, incluyendo al ex primer ministro Ehud Barak. Parte de la ayuda militar aumentó en 2010 para financiar el blindaje de misiles de defensa israelíes. Antes del gobierno de que Michael Mullen entrara en el gobierno como presidente del Estado Mayor Conjunto, no había visitado Israel en más de una década, pero en 2010 hizo dos viajes, haciendo un total de cuatro.
En 2011, el embajador de Obama a las Naciones Unidas vetó una resolución condenando los asentamientos israelíes, siendo el único país del Consejo de Seguridad en hacerlo.

#### Libia

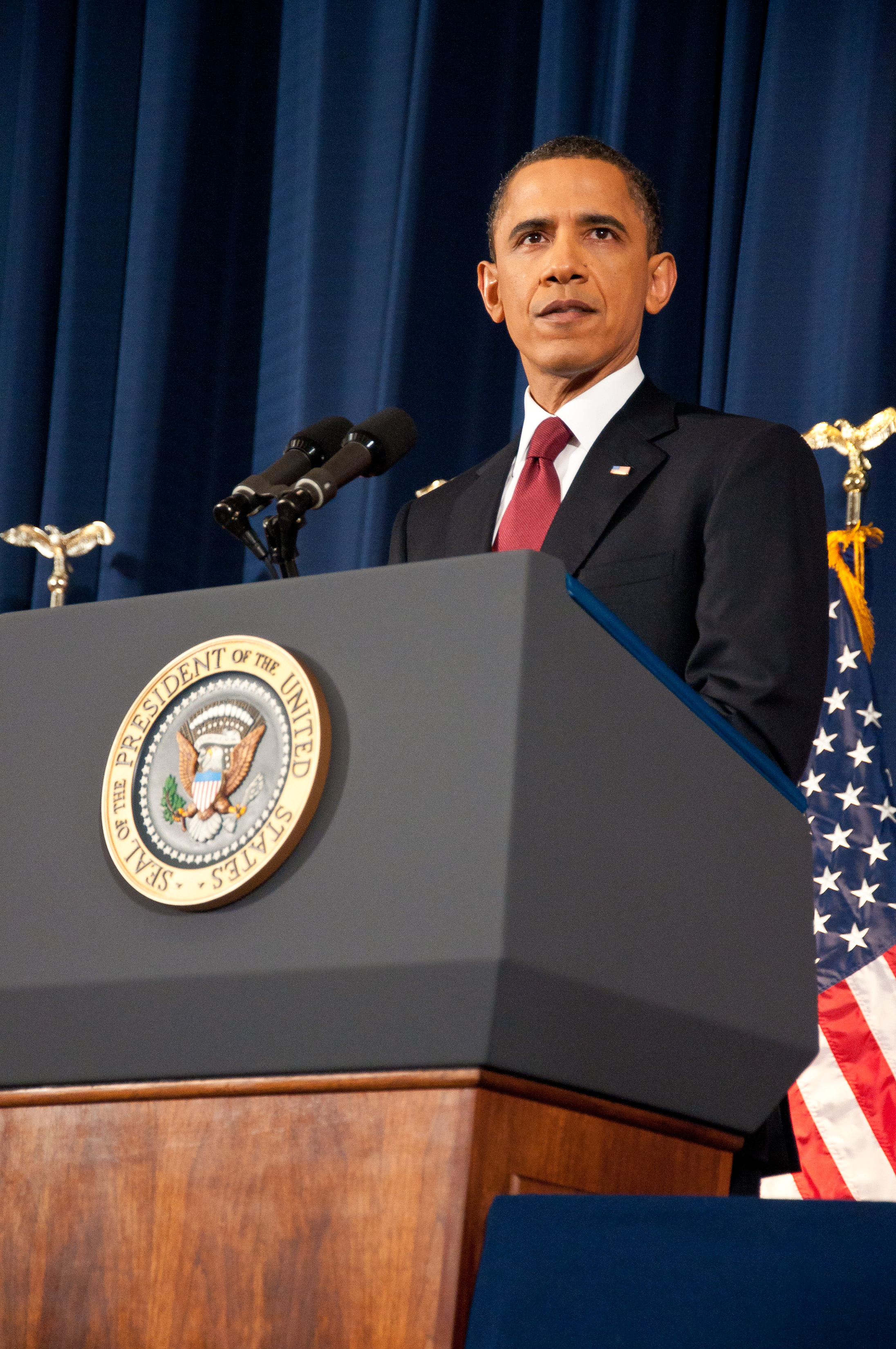
El presidente Obama hablando sobre las operaciones militares en Libia, 28 de marzo de 2011

En marzo de 2011, las fuerzas leales a Muamar el Gadafi avanzaban sobre las tropas rebeldes en Libia y peticiones formales sobre una zona de exclusión aérea llegaron de todo el mundo, incluyendo Europa, la Liga Árabe, y una resolución aprobada por el Senado de los Estados Unidos. En respuesta a la resolución 1973 del Consejo de Seguridad de las Naciones Unidas el 17 de marzo, Gadafi —quien anteriormente prometió ataques «sin piedad» a los ciudadanos de Bengasi— anunció el cese inmediato de todas las actividades militares, sin embargo se supo que su ejército continuó bombardeando Misurata. Al día siguiente, por órdenes de Obama, los militares de los Estados Unidos tomaron el papel principal en los ataques aéreos sobre las fuerzas aéreas del gobierno libio para proteger civiles y obligar a cumplir la zona de exclusión aérea, incluyendo el uso de misiles BGM-109 Tomahawk, Northrop Grumman B-2 Spirit, y más aviones de combate. Seis días después, el 25 de marzo, por el voto unánime de los 28 miembros de la OTAN, la organización internacional tomó el liderazgo de las operaciones, denominadas por la organización como Operación Protector Unificado. Algunos congresistas y académicos cuestionaron si Obama tenía la autoridad constitucional para ordenar la acción militar.

#### Restablecimiento de las relaciones diplomáticas con Cuba
El 17 de diciembre de 2014 el presidente Obama restableció las relaciones con Cuba luego de un diálogo con su par cubano Raúl Castro, luego de más de medio siglo de relaciones de diferencias. El proceso de normalización de las relaciones entre ambos países se denominó deshielo cubano, destacándose la visita de Obama a Cuba. Además, recordó que EE. UU. ya mantiene relaciones con China y con Vietnam aunque enfatizó que no se hace esperanzas sobre la democracia en la isla, a su vez agradeció al papa Francisco por haber intermediado. A su vez, se intercambiaron prisioneros. Por parte de Cuba al espía estadounidense Alan Gross y por parte de Estados Unidos se acordó liberar a tres de «los cinco» presos en los Estados Unidos.

#### Acuerdo con Irán
El 2 de abril de 2015, el presidente Obama llegó a un acuerdo histórico con Irán sobre el tema nuclear tan polémico desde hacía algunos años entre EE. UU. e Irán. Con el acuerdo nuclear preliminar con Irán, la administración Obama acaba de dar un paso histórico con el que deja atrás 35 años de hielo con Irán y sienta las bases para un nuevo escenario de alianzas en Medio Oriente. Obama está convencido, de que es el mejor modo de garantizar la seguridad y el mejor camino para evitar una nueva guerra en Medio Oriente.
Al mismo tiempo el presidente dijo que el trabajo aún no está hecho, el acuerdo no se ha firmado (recién para junio del mismo supuestamente se firmara). Obama advirtió que «si Irán viola el acuerdo EE. UU. puede volver a aplicar las sanciones». Además, el mandatario agregó que no es un simple pacto entre su Administración e Irán; sino un pacto entre Irán, Estados Unidos y las mayores potencias mundiales.
El primer ministro israelí, Benjamin Netanyahu declaró que un acuerdo de este tipo, en lugar de bloquear el camino de Irán en realidad a crear la pavimentación y puede conducir a una guerra terrible, y sugiere un acuerdo definitivo que no deja margen a Irán para construir la bomba. «Israel no aceptará un acuerdo que permita que un país que quiere aniquilarnos desarrolle armas nucleares. Además, Israel pide que cualquier acuerdo definitivo con Irán incluya un reconocimiento claro y sin ambigüedades de parte de Teherán del derecho de Israel a existir» declaró el primer ministro de Israel.

#### Guerra contra el terrorismo
Tras una extensa investigación de los servicios de inteligencia estadounidenses a partir de información suministrada por los servicios de inteligencia pakistaníes en julio de 2010, la CIA dio con la presunta ubicación de Osama bin Laden en una casa situada en Abbottabad, una localidad a 60 kilómetros de Islamabad. El director de la CIA, Leon Panetta, informó sobre toda la evidencia encontrada al presidente Obama en una sesión el 14 de marzo de 2011. En reuniones posteriores, durante el curso de seis semanas, entre Obama y su gabinete de Seguridad Nacional, el presidente rechazó el plan de que se efectuara un bombardeo y por el contrario autorizó una operación terrestre que se llevaría a cabo por la unidad de fuerzas especiales SEAL. La operación que se denominó «Geronimo», se realizó el 2 de mayo de 2011, en la que se acabó con la vida de Bin Laden y se sustrajeron documentos, discos duros, memorias USB y computadoras.
El 1 de mayo de 2011, a las 22:40 (GMT -05:00), Obama anunció en una conferencia de prensa que Osama bin Laden fue asesinado a través de una operación militar que dirigió en Pakistán y que se tiene su cuerpo bajo custodia.
Según un artículo del The New York Times, Obama ha continuado la guerra contra el terrorismo de su antecesor George W. Bush mediante ataques con drones contra supuestos dirigentes y militantes de Al Qaeda y grupos yihadistas asociados en Yemen, Somalia y Pakistán.

##### Guerra contra el Estado Islámico
El 8 de agosto de 2014, el presidente Obama anunció por cadena nacional y al mundo la entrada de los Estados Unidos en el conflicto que Irak vive con el Estado Islámico a través de apoyo aéreo y no terrestre, debido a que según sus argumentos no desea repetir los acontecimientos de la guerra de Irak, según Obama la nación estadounidense no debía quedarse indiferente ante la petición de ayuda de Irak ante los hechos sangrientos y debía realizar dichas acciones bélicas con el fin de proteger a las minorías cristianas y yazidis y también los establecimientos y bases militares estadounidenses asentadas en Irak, además, Irak estaba siendo ocupada por el Estado Islámico la cual a la vez también ocupó parte de Siria.
El 10 de septiembre de 2014, Obama le declaró la guerra al Estado Islámico y anunció la creación de una coalición internacional con el fin de actuar contra el Estado Islámico.
El 22 de septiembre de 2014, tal como lo había dicho Obama y luego de una decisión del jefe del CENTCOM el general Lloyd Austin, Estados Unidos bombardeó junto a sus aliados la capital del Estado Islámico en Siria conocida como Raqqa, lo llevó a cabo mediante cazas, bombarderos y misiles Tomahawk disparados desde buques de guerra.

#### Guerra civil siria
Desde el inicio de la guerra civil siria que enfrenta a las fuerzas leales al régimen del presidente sirio Bashar al Assad contra la oposición armada, la administración Obama respaldó con armamento y entrenamiento a los rebeldes luego de iniciarse la denominada Primavera Árabe en 2010.

## Creencia política

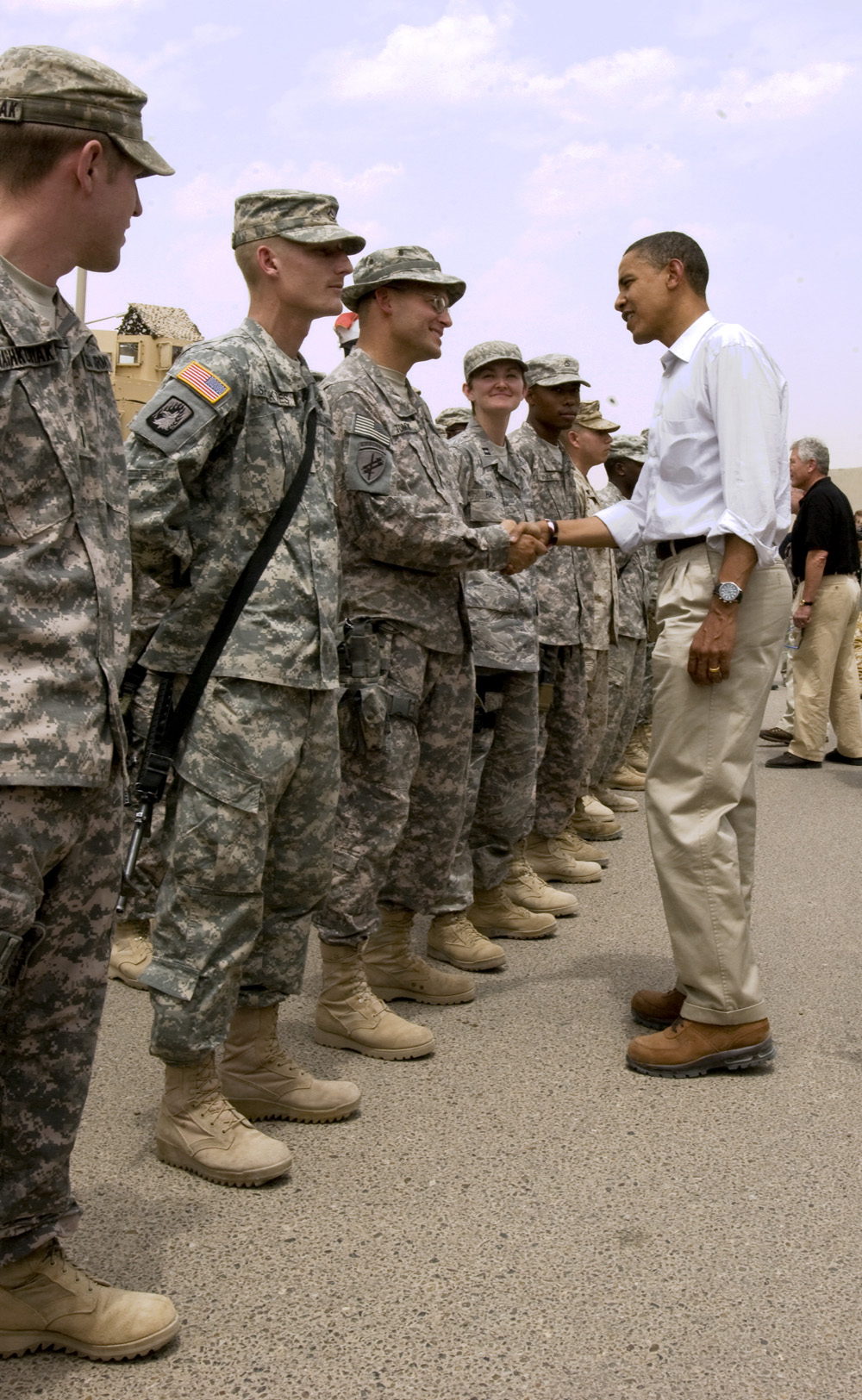
Obama visitando a las tropas de su país en Irak, julio de 2008.

Desde que era senador estatal de Illinois, Obama siempre se opuso a las políticas administrativas referentes a Irak del presidente Bush. Cuando este y el Congreso autorizaron la guerra mediante una resolución conjunta el 2 de octubre de 2002, Obama organizó la primera protesta de alto perfil en oposición al conflicto, y manifestó su contrariedad ante la inminente situación bélica en la plaza del edificio federal Kluczynski en Chicago. El 16 de marzo de 2003 Bush emitió un ultimátum de 48 horas a Saddam Hussein para que abandonase Irak antes de la invasión estadounidense a este país, y nuevamente Obama dirigió una concentración en contra del conflicto bélico e incitó al público para detener la guerra con el eslogan "Aún no es tarde".
Durante su campaña electoral comentó que en caso de ser elegido presidente, habría de promulgar recortes presupuestarios en el rango de decenas de miles de millones de dólares; habría de detener la inversión en los «improbables» escudos antimisiles para la defensa; no habría de utilizar al espacio como «arma potencial»; habría de minimizar el desarrollo de sistemas futuros de combate; y habría de colaborar en la eliminación de todas las armas nucleares. Incluso promovió el fin del desarrollo del armamento nuclear y la reducción de las reservas nucleares estadounidenses hasta ese momento. Otras de sus promesas de campaña incluyeron la prohibición a producción de material fisible y la búsqueda de negociaciones con Rusia para retirar el alto estado de alerta de los misiles balísticos intercontinentales.
En noviembre de 2006, llevó a cabo un llamado a una «fase de reorganización de las tropas estadounidenses en Irak» e incitó a una apertura al diálogo diplomático con Siria e Irán. En marzo del siguiente año, pronunció un discurso frente al Comité de asuntos públicos de Estados Unidos e Israel, el cual es un lobby a favor del Estado de Israel, y dijo que la principal forma de prevenir el desarrollo de armas nucleares por parte de Irán era a través del diálogo diplomático, sin descartar la acción militar. Indicó que si fuese elegido presidente se comprometería a una diplomacia directa con Irán, sin condiciones previas. En agosto de 2007 detalló su estrategia para luchar contra el terrorismo global, y manifestó: «Fue una terrible equivocación no haber actuado» contra la reunión de los líderes de Al Qaeda, que se llevó a cabo en las áreas tribales de Pakistán y que fue confirmada por el servicio de inteligencia estadounidense. Además, expresó que como presidente no perdería una oportunidad semejante, incluso sin el apoyo del gobierno pakistaní.
Posteriormente, solicitó una acción más firme y autoritaria para combatir el genocidio en la región de Darfur, en el oeste de Sudán, y su primer llamamiento a las autoridades sobre este asunto fue publicado en diciembre de 2005 en el periódico estadounidense Washington Post, en la sección de opiniones, y luego participó en la concentración multitudinaria denominada «Salvando a Darfur» (en inglés «Save Darfur») en abril de 2006. Por su parte, ha desinvertido 180 000 dólares de sus bienes personales en acciones relacionadas con la bolsa de valores de Sudán, y ha instado a las empresas que realizan negocios con Irán a retirar sus inversiones con ese país. En la publicación de la revista Foreign Affairs de julio a agosto de 2007, hizo un llamamiento a una política exterior con visión global sobre la guerra con Irak y a la renovación del liderazgo moral, militar y diplomático de los Estados Unidos. Seguidamente, manifestó «No podemos replegarnos del mundo y tampoco amenazarlo a estado de sumisión», al contrario pidió a los estadounidenses que «guiasen al mundo mediante hazañas y dando buen ejemplo».
En los asuntos económicos, defendió las políticas de asistencia social de Franklin D. Roosevelt conocidas como New Deal y se opuso a las propuestas republicanas de establecer cuentas privadas para el seguro social. A continuación de la devastación ocurrida a causa del huracán Katrina, expresó su oposición a la indiferencia del gobierno sobre la creciente división de clases sociales, y pidió a los miembros de los partidos demócratas y republicanos que tomasen alguna acción para restaurar una red de contención social para los pobres. Poco después de que anunciase su campaña presidencial, dijo que apoyaba la asistencia sanitaria universal en los Estados Unidos. También ha propuesto retribuir el rendimiento de los profesores mediante el sistema de pago por méritos, asegurando a los sindicatos laborales que los cambios serán ejecutados a través de un contrato colectivo de trabajo.
En septiembre de 2007, culpó a los grupos de presión de distorsionar el código de impuestos de los Estados Unidos. Con la ayuda de su plan eliminaría los impuestos a la renta de las personas de la tercera edad que tengan ganancias menores a 50 000 dólares por año, revocaría los recortes a los impuestos, la plusvalía, y los subsidios de dividendos a los individuos con ingresos de más de 250 000. Además, suprimiría las evasiones de impuestos corporativas, elevaría el límite de ingresos a los impuestos de la seguridad social, restringiría los paraísos fiscales, y simplificaría las declaraciones de impuestos mediante la remisión de la información previamente recaudada por la Hacienda Pública referente al salario y a las transacciones bancarias.En octubre del mismo año anunció su proyecto energético, y propuso el uso de la herramienta administrativa conocida como comercio de derechos de emisión para restringir las emisiones de carbono o gases de efecto invernadero. Paralelamente, expuso un programa con duración de diez años, que tiene como objetivo reducir la dependencia de los Estados Unidos con respecto a las importaciones de petróleo a través de la inversión en nuevas fuentes de energía. Obama indicó que todos los créditos de contaminación deben ser subastados, sin exenciones de créditos para las empresas de gas, las compañías petroleras, el gasto de los ingresos obtenidos mediante el desarrollo de la energía y el coste de la transición económica.
Asimismo, alentó a los demócratas a que se aproximaran a los evangelistas y a otros grupos religiosos.En diciembre de 2006, se reunió con el senador Sam Brownback en la Cumbre mundial sobre el sida y la iglesia (En inglés Global Summit on AIDS and the Church), que fue organizada por los líderes religiosos Kay y Rick Warren.Conjuntamente, Obama, Warren y Brownback, se realizaron exámenes de VIH, como él lo había hecho cuatro meses atrás en Kenia, y exhortó a otros personajes de la vida pública «a que hiciesen lo mismo» y que «no se sintiesen avergonzados por eso». Antes de la conferencia, dieciocho grupos en contra del aborto publicaron una carta abierta en referencia al apoyo legal de Obama a esta causa y manifestaron: «En los posibles términos más fuertes, nosotros nos oponemos a la decisión de Rick Warren de ignorar la clara postura a favor de la muerte promovida por el senador Obama y el hecho de haberlo invitado a pesar de todo a la Iglesia de Sadlleback». En junio de 2007, se dirigió a 8000 miembros de la Iglesia United Church of Christ y retó «a los presuntos líderes de la derecha cristiana por ser tan entusiastas en sacar provecho de las divisiones».
En enero de 2016, durante su último discurso del Estado de la Unión frente al Congreso, explicó que parte de sus fallos en la consecución de sus promesas de campaña presidencial durante su gestión se debieron en gran parte a las divisiones políticas existentes entre los partidos del país. En su opinión, esto podría haberse solucionado con una figura de mayor capacidad mediadora e hizo alusión a antiguos mandatarios como Lincoln y Roosevelt. En su reporte, criticó algunas posturas del Partido Republicano referentes a la guerra contra el Estado Islámico, el sistema político y económico nacional, aunque al mismo tiempo ofreció su compromiso con los republicanos para acordar un sistema judicial más eficiente, la aprobación de una mayor cantidad acuerdos de libre comercio en el Pacífico; y el establecimiento de iniciativas que reduzcan la pobreza y crisis opioide, y la generación algún programa de reentrenamiento para desempleados. Igualmente promovió la búsqueda de la innovación como una oportunidad vital para la sociedad en aras del progreso; propuso el fin del gerrymandering con tal de mejorar la situación electoral; y reafirmó su postura adoptada contra el Estado Islámico al cual catalogó como una amenaza para el país, aunque expuso que no necesariamente esta postura requiere el despliegue de tropas estadounidenses en Irak y Siria.
Un método que los científicos políticos emplean para medir el nivel de ideología es comparar las valoraciones anuales realizadas por las organizaciones políticas Americans for Democratic Action (ADA) con las valoraciones hechas por la Unión Conservadora Estadounidense (ACU, por sus siglas en inglés). Basándose en sus años en el Congreso, Obama tiene un promedio de tasación de vida conservadora de 7.67 % por ACU y un promedio de tasación de vida liberal de 90 % por ADA.

## Familia y vida privada

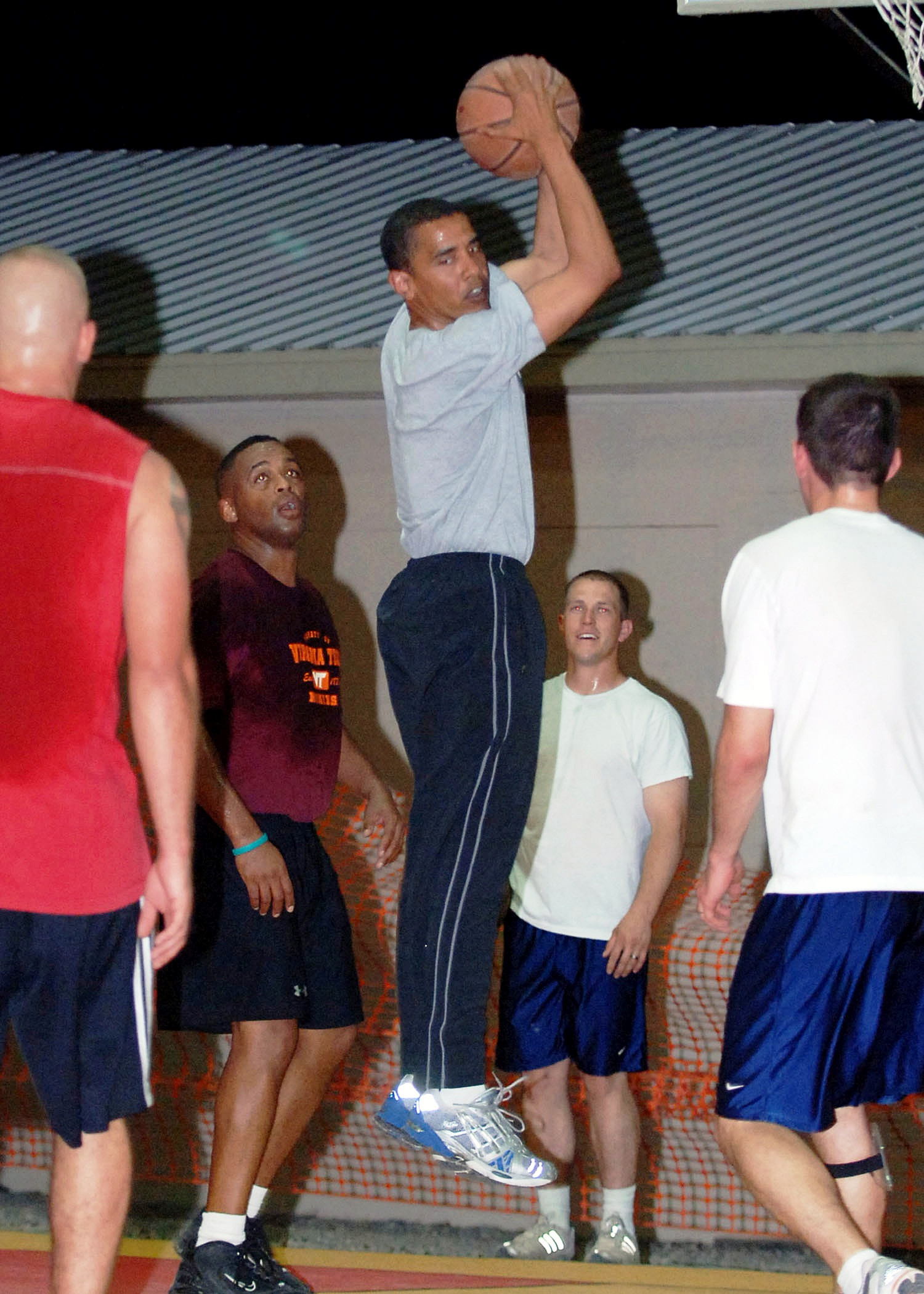
Obama jugando baloncesto con militares estadounidenses en Yibuti, 2006.

Obama conoció a su esposa, Michelle Robinson, en junio de 1989, cuando fue contratado como asociado de verano en la firma legal Sidley Austin. Robinson, fue asignada por tres meses como su consejera en el bufete de abogados, y compartió algunas reuniones sociales con Obama, pero ella rechazó inicialmente sus propuestas de iniciar una relación amorosa. Sin embargo, a finales del verano ambos empezaron un noviazgo, se comprometieron en 1991, y contrajeron matrimonio el 3 de octubre de 1992. La primera hija de la pareja nació en 1998, y la bautizaron con el nombre de Malia Ann. En 2001 nació su segunda hija, Natasha.
Utilizando las ganancias de la venta de uno de sus libros, la familia se mudó en 2005 de su apartamento, ubicado en el barrio de Hyde Park en Chicago, a su actual residencia, situada en el barrio de Kenwood y valorada en $1.6 millones de dólares. La compra de un terreno adyacente realizada por la esposa del promotor inmobiliario y amigo de la familia Tony Rezko, y la venta de una parte de la propiedad a Obama, atrajo la atención de los medios de comunicación debido a la acusación y subsecuente condena por cargos de corrupción política de Rezko.
En diciembre de 2007, la revista estadounidense Money estimó el patrimonio neto de la familia Obama en 1.3 millones de dólares.La declaración de impuestos de 2007 reveló ingresos familiares de 4.2 millones de dólares, asimismo, en 2006 los ingresos fueron de más de 1 millón de dólares y en 2005 de 1.6 millones, los cuales provenían en su mayoría de la venta de sus libros.
En una entrevista en 2006 destacó la diversidad de su familia extensa, y dijo «Michelle les podría decir que cuando nos reunimos para Navidad o Acción de gracias, es como las Naciones Unidas en pequeño. Tengo parientes que tienen el aspecto de Bernie Mac, y también tengo familiares que se parecen a Margaret Thatcher». Obama tiene siete medio hermanos de origen keniano por parte de su padre, de los cuales seis están con vida. Además, tiene una hermanastra por el lado de su madre y su segundo esposo, proveniente de Indonesia, llamada Maya Soetoro-Ng. Soetoro-Ng está casada con un sino-canadiense. Desde sus años escolares, Obama habla fluidamente el idioma indonesio a nivel de conversación. También tiene interés en el idioma español y sus hijas lo están aprendiendo.
Por su parte, su abuela Madelyn Dunham, originaria de Kansas, le sobrevivió a su madre hasta su muerte el 2 de noviembre de 2008, justo antes de las elecciones presidenciales. En el libro autobiográfico titulado Los sueños de mi padre (En inglés, Dreams from My Father), vinculó su historia familiar por el lado materno a posibles lazos con ancestros amerindios, y estableció la posibilidad de ser un pariente lejano de Jefferson Davis, presidente de la confederación sureña durante la guerra civil estadounidense.
Una de sus aficiones es el baloncesto, siendo en el pasado miembro del equipo de su escuela secundaria en dicho deporte. Antes de que anunciase su candidatura presidencial, inició una campaña altamente publicitada para dejar de fumar. En una entrevista con el periódico Chicago Tribune manifestó: «He renunciado periódicamente durante estos últimos años. Tengo una estricta petición por parte de mi esposa que establece que en los momentos estresantes de la campaña no sucumba».
En su libro, La audacia de la esperanza: Reflexiones sobre cómo restaurar el sueño americano (en inglés, The Audacity of Hope: Thoughts on Reclaiming the American Dream), explicó que «no fue criado en un hogar religioso». Además, describió que su madre fue criada por padres no religiosos, y especificó que eran metodistas y baptistas no practicantes distanciados de la religión; sin embargo, manifestó que su progenitora era «en muchas formas la persona espiritualmente más consciente que ha conocido». A su vez, indicó que su padre keniano fue criado dentro de la fe islámica, pero que «confirmó ser un ateo» cuando conoció a su madre, y dijo que su padrastro indonesio era un hombre «que veía la religión como algo particularmente inútil». Barack, en el libro también explicó que a través de su trabajo como organizador comunitario cuando tenía alrededor de veinte años de edad y su colaboración con las iglesias de las minorías de raza negra, logró comprender «el poder de la tradición religiosa afroamericana para estimular el cambio social», mostrando ser respetuoso con las religiones cristianas.

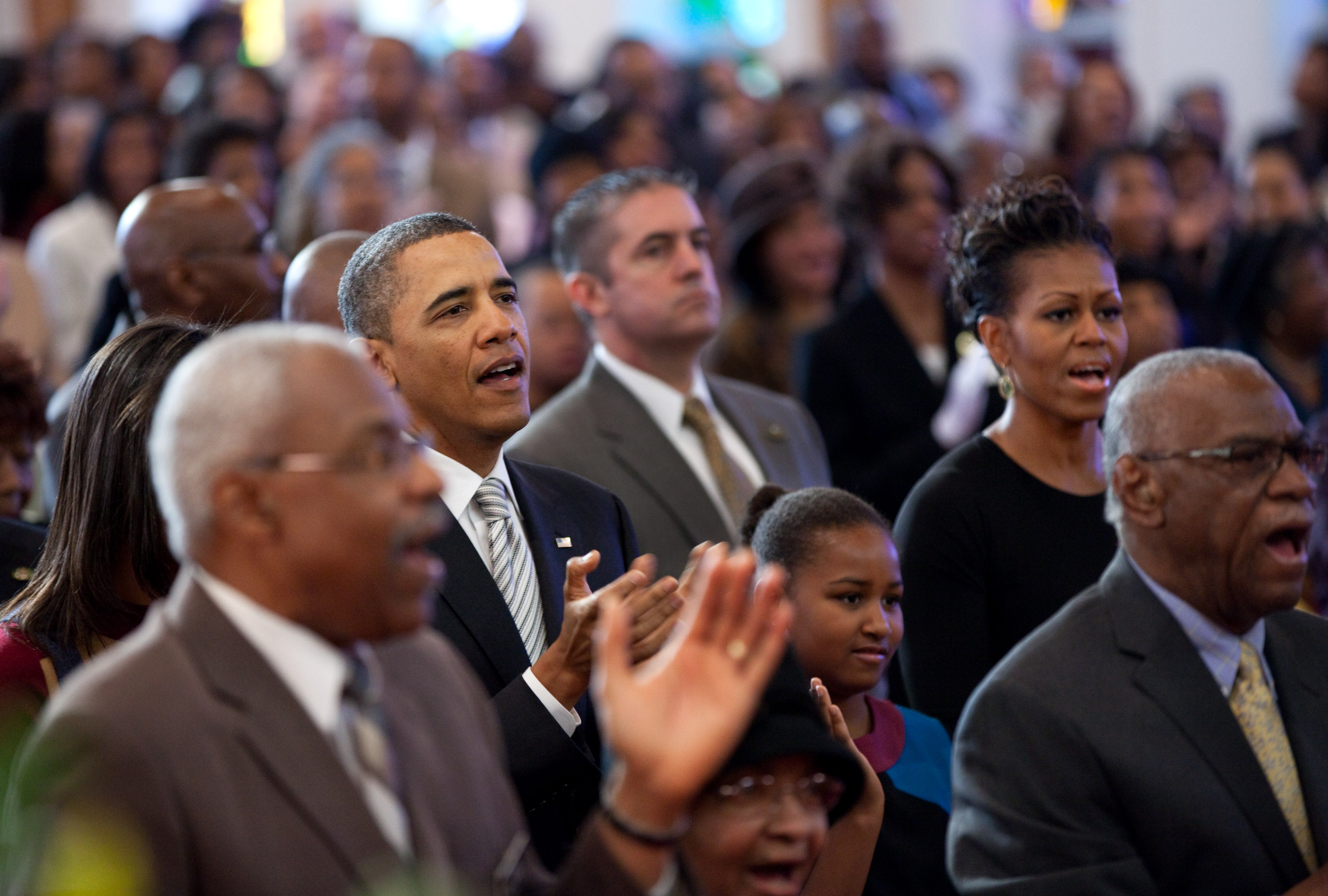
El matrimonio Obama en la Iglesia Bautista Zion en Washington en enero de 2012.

Después de mudarse a Washington en 2009, la familia Obama asistió a servicios servicios en varias Iglesias metodistas y Iglesias bautistas de la capital.

## Imagen cultural y política

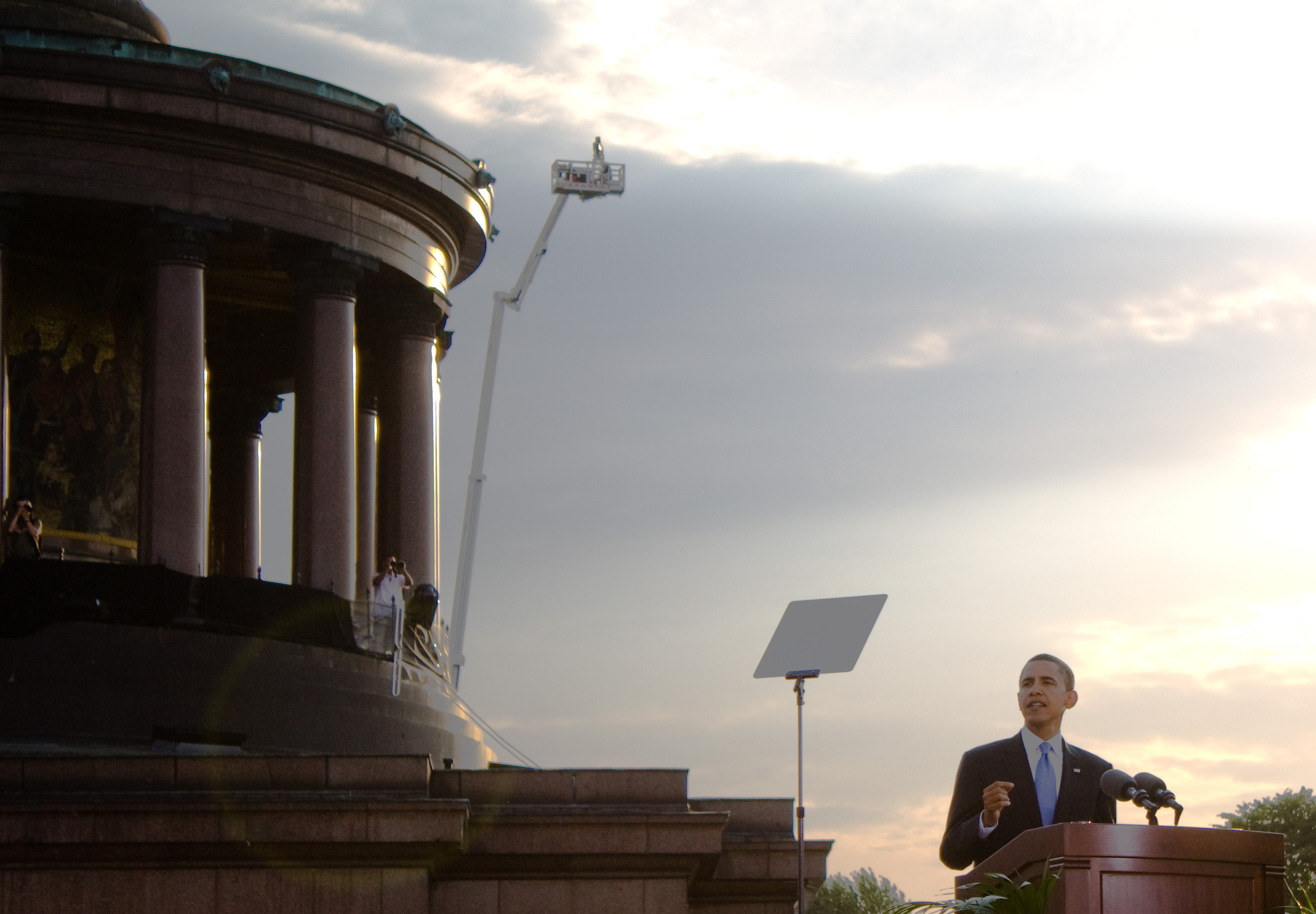
Obama pronunciando un discurso en la Columna de la victoria el 24 de julio de 2008, en Berlín, Alemania.

Los antecedentes familiares de Obama, sus primeros años de vida, su crianza y educación, contrastan profundamente con los antecedentes biográficos de otros políticos afroestadounidenses que iniciaron sus carreras en los años 1960 a través de la participación en el movimiento por los derechos civiles. Durante una reunión con la Asociación Nacional de periodistas negros (en inglés, National Association of Black Journalists) efectuada en agosto de 2007, dijo que le causaba perplejidad las preguntas sobre si es «suficientemente negro» y expresó que el debate no es sobre su apariencia física o su registro de ayuda en problemas que conciernen a los votantes negros, sino que «todavía estamos encerrados en ese concepto de que si agradamos a los blancos algo debe de estar mal».
En diciembre de 2006, el periódico Wall Street Journal tuvo como titular «El hombre de ningún lado» (en inglés, «The man from Nowhere»), donde Peggy Noonan, la escritora de los discursos de Ronald Reagan aconsejó a los comentaristas del Establishment (un término peyorativo relativo a la clase dirigente) que evitasen emocionarse de la todavía temprana carrera política de Obama. Haciendo eco del discurso inaugural de John F. Kennedy, Obama reconoció su imagen juvenil, y señaló durante su campaña en octubre de 2007: «No estaría aquí, si el tiempo y la antorcha no hubiesen sido otorgadas a una nueva generación».

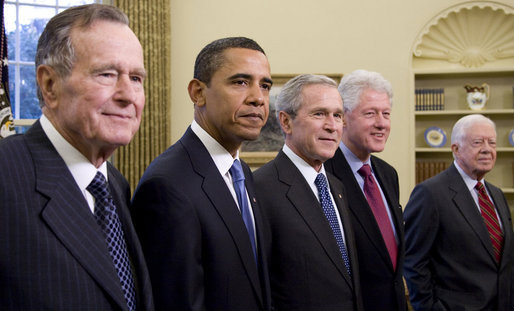
Reunión de mandatarios estadounidenses, 7 de enero de 2009. De izquierda a derecha: George H. W. Bush, Barack Obama, George W. Bush, Bill Clinton y Jimmy Carter.

Una parte importante de la imagen política de Obama es la creencia de que su retórica y sus acciones hacia la reforma política coinciden con su inteligencia política, la cual frecuentemente incluye una medida de conveniencia. En julio de 2008, el artículo de la revista estadounidense The New Yorker, escrito por el periodista político Ryan Lizza, estableció: «Obama hace una campaña a favor de reformar un proceso político fracturado, sin embargo siempre ha desempeñado la política siguiendo las reglas existentes, y no como quisiera que existiesen».
Muchos comentaristas políticos mencionaron el atractivo internacional de Obama como un factor determinante para su imagen pública. No solo varios sondeos han demostrado el fuerte apoyo hacia él en otros países, sino que Obama también estableció relaciones cercanas con destacados políticos extranjeros y funcionarios gubernamentales incluso antes de que presentase su candidatura presidencial. En particular con el entonces primer ministro del Reino Unido Tony Blair, a quien conoció durante su visita a Londres en 2005, también con el líder del partido demócrata italiano Walter Veltroni, quien visitó en 2005 a Obama en la oficina del Senado, y el jefe de Estado de Francia Nicolas Sarkozy, quien a su vez lo visitó en 2006 en Washington.
En diciembre de 2008, la revista estadounidense Time eligió a Barack Obama como el personaje del año debido a su histórica candidatura y elección, la cual fue referida en la publicación como «La marcha segura de los aparentes logros imposibles».
El escritor uruguayo Carlos Maggi consideró que con Obama se estaba dando una «revolución serena» en los Estados Unidos.

## Premios

### Premio Nobel de la Paz
El 9 de octubre de 2009, el líder del Comité Nobel Thorbjørn Jagland anunció que el Premio Nobel de la Paz había sido otorgado al presidente Barack Obama «por sus esfuerzos para fortalecer la diplomacia internacional y la cooperación entre los pueblos» destacándose por su «visión de un mundo sin armas nucleares». Obama fue uno de los 205 nominados, y ganó una medalla de oro, un diploma y 1,4 millones de dólares. El 10 de diciembre de dicho año, asistió a la ceremonia de entrega del premio Nobel de la Paz celebrada en Oslo, donde aceptó su galardón y manifestó «profunda gratitud y gran humildad».
Obama es el tercer presidente de los Estados Unidos a quien se le otorga el Premio Nobel de la Paz durante su mandato, los otros dos ganadores fueron Theodore Roosevelt quien obtuvo el galardón en 1906 y Woodrow Wilson quien ganó en 1919. Otros ganadores del Premio Nobel de la Paz fueron el expresidente Jimmy Carter en 2002, el exvicepresidente Charles Dawes en 1925, y el exvicepresidente Al Gore, quien compartió el galardón en 2007 con el Grupo Intergubernamental sobre el Cambio Climático (IPCC, por sus siglas en inglés) de las Naciones Unidas.

### Otros galardones
Barack Obama recibió el Collar del Rey Abdul Aziz de Arabia Saudita en 2009 y la Medalla Presidencial de Distinción (Israel).

## Obra literaria
- Obama, Barack (1995). Dreams from My Father: A Story of Race and Inheritance. Nueva York: Three Rivers Press. ISBN 1400082773.
- Obama, Barack (2006). The Audacity of Hope: Thoughts on Reclaiming the American Dream. Nueva York: Crown Publishers. ISBN 0307237699.
- Obama, Barack y Lisa Rogak (2007). Barack Obama in His Own Words. Nueva York: Carroll & Graf. ISBN 9780786720576.
- Obama, Barack (2007). The State of Black America 2007 Portrait of the Black Male: Prólogo. Silver Spring: Beckham Publications Group. ISBN 9780931761850.
- Obama, Barack (2007). Renewing American Leadership: America Cannot Meet This Century's Challenges Alone; The World Cannot Meet Them Without America. Nueva York: Foreign Affairs-New York. OCLC 209608319.
- Obama, Barack (2008). Barack Obama: What He Believes In - From His Own Works. Nueva York: Arc Manor. ISBN 1604501170.
- Obama, Barack y John McCain (2008). Barack Obama vs. John McCain - Side by Side Senate Voting Record for Easy Comparison. Nueva York: Arc Manor. ISBN 1604502495.
- Obama, Barack (2008). Change We Can Believe In: Barack Obama's Plan to Renew America's Promise.. Nueva York: Three Rivers Press. ISBN 9780307460455.
- Obama, Barack (2020). A promised land. Crown (Penguin Random House). ISBN 9781524763169.